# HNK Hajduk Split
Hrvatski nogometni klub Hajduk Split (HNK Hajduk Split) hrvatski je nogometni klub iz Splita. Najveće je športsko društvo u Splitu i jedno od većih u Hrvatskoj. Domaće utakmice igra na Gradskom stadionu u Poljudu. Kroz bogatu povijest klub je osvojio 18 prvenstava u pet država, 17 nacionalnih kupova i 5 superkupova, a najveći europski uspjesi su mu tri četvrtzavršnice Lige prvaka te po jedna poluzavršnica Kupa UEFA i Kupa pobjednika kupova.
Hajduk je u veljači 1911. u Pragu osnovala skupina splitskih studenata. Oko kluba su se okupljali prohrvatski, puntarski građani, pristaše sjedinjenja kraljevine Dalmacije s kraljevinom Hrvatskom i Slavonijom. Odatle i pridjev Hrvatski u nazivu kluba, hrvatski grb kao dio Hajdukovog grba te zastava kluba s crvenom i plavom bojom te bijelim natpisom Hajduk u sredini. Tradicionalna boja dresa je bijela s plavim donjim dijelom što simbolizira bijelo jedro broda i plavu boju Jadranskog mora. Nadimci kluba su Bili, Hajduci, Majstori s mora. Godine 2011. Hajduk je velikom proslavom obilježio 100 godina od osnutka.
Po istraživanju GfK Hrvatska iz 2005. godine za Hajduk navija približno 24 % ljudi u Hrvatskoj ili preko 1 060 000 navijača. Za Hajduk navija 76 % ljudi u Dalmaciji što je ujedno i najveći postotak podrške za nogometni klub u jednoj regiji u Hrvatskoj. Osim tradicionalno najveće podrške u Dalmaciji klub ima velik broj navijača u svim dijelovima Hrvatske, među Hrvatima u BiH i među hrvatskom dijasporom u inozemstvu. Navijačka skupina Hajduka, Torcida, osnovana je 1950. godine te je najstarija navijačka grupa u Hrvatskoj i Europi. Torcida je poznata po fanatičnoj podršci i vjernosti klubu. Hajduk je u 2023. godini dosegao brojku od 100 000 članova.
Hajduk je, uz zagrebački Dinamo, jedan od dva najpopularnija i najtrofejnija kluba u Hrvatskoj. Nogometna utakmica između ova dva velika suparnika naziva se Vječni derbi, a zbog velikog rivaliteta i navijačkih tenzija mnogi Vječni derbi svrstavaju među najveće nogometne derbije na svijetu. Rivalstvo splitskih bilih i zagrebačkih plavih traje još od 1913. godine kada su Hajduk i Građanski odigrali prvu utakmicu. Do danas je odigrano 218 derbija, a Hajduk je slavio 68 puta.
Jedan je od rijetkih klubova koji nikada nisu ispali iz prve lige. Prva su momčad na svijetu koja je obišla svih pet kontinenata.

## Povijest

### Osnutak kluba
Hrvatski nogometni klub „Hajduk” osnovala je, u praškoj pivnici U Fleků, skupina splitskih studenata: Fabjan Kaliterna, Lucijan Stella, Ivan Šakić, Vjekoslav Ivanišević, a po nekima i Vladimir Šore, i to nakon što su gledali susret tamošnjih „Sparte” i „Slavije”. Tada su došli na ideju da osnuju nogometni klub u svom rodnom gradu. Organizacija je bila vrlo slaba na početku, dok se u splitskom kafiću „Troccoli” nisu napisala pravila kluba, dok su za tzv. stolom mudraca predlagana imena kluba, među kojima su bili „Mosor”, „Marjan”, „Borac”, „Uskok”, „Velebit” i dr. Ime je klubu, na kraju, dao profesor splitske gimnazije Josip Barač nakon što su mu spomenuti studenti u ured utrčali naglo poput pobunjenika, tzv. hajduka. Taj je naziv bio provokativan vlastima Austro-Ugarske Monarhije, ali su domišljati osnivači „zasladili” zahtjev organima vlasti podatkom da :...vojaci koji igraju nogomet mogu puno više pretrčati pod punom ratnom spremom.
Dozvola za rad i pravila odneseni su vladi na uvid i u konačnici prihvaćena 13. veljače 1911. godine. Nakon toga skoro su svi počeli graditi nogometno igralište na lokaciji „Kra'jeva njiva” (pokraj „stare murve”) koje se prije koristilo kao vojni poligon austro-ugarske vojske. Oko kluba okupljali su se prohrvatski, puntarski građani, pristaše sjedinjenja austrijske kraljevine Dalmacije s ugarskom kraljevinom Hrvatskom i Slavonijom. Odatle i pridjev u nazivu „Hrvatski” i hrvatski grb kao dio Hajdukovog grba. Prvi je predsjednik postao dr. Kruno Kolombatović.

### Početak
Prvi protivnik bio je „Calcio Spalato”, klub talijanaša koji su živjeli u Splitu, susret je odigran 11. lipnja 1911. godine, a završio rezultatom 9:0 (6:0) za Hajduk. Ovoj utakmici prethodila je prva Hajdukova trening utakmica koja je odigrana nekih dva mjeseca prije, točnije 16. travnja 1911. godine. Prvi pogodak za Hajduk koljenom je postigao Šime Raunig. Godine 1911., Hajduk je prvi put gostovao, i to u Zagrebu protiv nogometnog kluba „HAŠK” i izgubio 3:2. Godine 1923. Hajduk je po prvi puta igrao u ligi Kraljevine Jugoslavije, ali nije zabilježio velike rezultate. Veću reputaciju svojim prvim pravim rezultatom, klub je ostvario pobijedivši „Olympique” iz Marseillea s 3:2 u svojoj prvoj međunarodnoj utakmici. Bila je to turneja po sjevernoj Africi. Nakon tog uspjeha momčadi, u Splitu je Hajduk po prvi puta postao glavna tema razgovora, i na povratku momčadi s turneje kući dočekali su ih skoro svi stanovnici grada podno Marjana.
Godine 1924. cijela postava Hajduka osim vratara koji je imao talijansko državljanstvo (iako je bio iz hrvatskih krajeva), igrala je za reprezentaciju (Čehoslovačka 0:2), zahvaljujući velikim rezultatima zabilježenim u domaćim i međunarodnim susretima. Hajduk je postao nadahnuće mnogim umjetnicima, osobito pjevačima. Najpoznatija je skladba o Hajduku „Kraljica baluna”, opereta Ive Tijardovića u čast 15-e obljetnice kluba. Godine 1927. Hajduk je osvojio svoju prvu krunu prvaka, a dvije godine kasnije drugu. Godine 1931. klub je posjetio Sjedinjene Američke Države u okviru proslave 20 godišnjice osnutka, dok je dvije godine kasnije izgrađen „Dom Hajduka”. Tijekom Drugog svjetskog rata svi Hajdukovi igrači igrali su za jugoslavensku reprezentaciju (kao „Hajduk-NOVJ”) protiv momčadi saveznika.
Klupska boja 1932. bila je bijela, a klupska adresa igralište Poljana kralja Petra.
Istaknuti igrači tog doba bili su napadači Leo Lemešić i Vlado Kragić (legendarni „Kalun”) koji je 1933. godine na utakmici s HAŠK-om (7:1) postigao svih 7 pogodaka.

### Privremena zabrana rada
Za vrijeme Šestosiječanjske diktature u Kraljevini Jugoslaviji, pridjev „hrvatski” bio je prisilno zamijenjen pridjevom „jugoslavenski”. Kroz talijansku okupaciju Splita, 1941. – 1943., Hajduk je odbio nastupati u tuđinskom (talijanskom) prvenstvu. Dolaskom grada Splita pod vlast NDH, stvari se nisu izmijenile. Iako su pokrenuli inicijativu za uključenje HNK Hajduka u nogometno prvenstvo NDH, kompromitiranost vlasti NDH u odnosima s talijanskim okupatorom, rezultirala je odbijanjem Hajdukovih ljudi za sudjelovanje u prvenstvu NDH.
Kako Hajduk, tako su i ostali splitski klubovi odbili nastupati u talijanskim prvenstvima. Na to je 19. srpnja 1941. talijanski guverner Dalmacije Giuseppe Bastianini naredbom odredio da se klubovi koji nisu odjeli Fašističke stranke proglase nezakonitima. Uskoro su klubovi raspušteni, a imovina im je zaplijenjena. Sa strane NDH je državni povjerenik za šport Miško Zebić zabranio hrvatskim klubovima angažirati igrače Hajduka rekavši da će Hajduk „sudjelovati u prvenstvu, nakon što će Dalmacija i Split budu pripojeni NDH”.
Nakon sloma Kraljevine Jugoslavije 1941. godine i uspostave Nezavisne Države Hrvatske, Hajduk je odbio sudjelovati u službenim natjecanjima pod patronatom okupacijskih vlasti. Talijanske fašističke vlasti ponudile su klubu sudjelovanje u talijanskom prvenstvu pod imenom AC Spalato, no uprava kluba tu je ponudu odbila. Kao posljedica, klub je zabranjen i prestao je službeno djelovati. 
Tijekom 1943. godine, u Zagrebu su postojale inicijative za obnovu kluba, koje su dolazile od bivših članova i simpatizera. Aktivnosti su uključivale okupljanje navijača i pokušaje organizacije rada kluba, ali nisu rezultirale obnovom Hajduka u natjecateljskom smislu jer se zahtijevalo da obnovljeni Hajduk igra na slobodnom teritoriju koji nije pod kontrolom Sila Osovine.
U partizanskim redovima također su postojali pokušaji obnove. Jedan od prvih koraka bio je apel splitskih sportaša u redovima Narodnooslobodilačkog pokreta, kojima se pozivalo nogometaše na pridruživanje borbi i očuvanju sportskog duha.  U Livnu je krajem 1943. zabilježen pokušaj prikupljanja hajdukovaca na oslobođenom teritoriju, ali plan nije ostvaren zbog vojnih napada nacističke vojske i vojske NDH na tom području. 
Konačna obnova Hajduka dogodila se 1944. godine na otoku Visu, tada već pod kontrolom Narodnooslobodilačkog pokreta. Inicijativu za obnovu vodio je Šime Poduje, koji je u suradnji s bivšim igračima i simpatizerima kluba organizirao njihovo okupljanje i obnoviteljsku skupštinu. Klub je obnovljen 7. svibnja 1944., na blagdan sv. Dujma , pod imenom Hrvatski športski klub Hajduk – NOVJ.

Nakon obnove, Hajduk je djelovao kao reprezentativna momčad Narodnooslobodilačke vojske Jugoslavije. Odigrao je niz utakmica u Italiji i savezničkim bazama, stekavši status sportskog simbola otpora. Jedna od najpoznatijih utakmica odigrana je u Bariju protiv britanske reprezentacije, pred desecima tisuća gledatelja. 
Hajduk je igrao igrali protiv Britanskog garnizona Ortanuova, a zatim i protiv Britanskoga garnizona u Traniju 10. rujna 1944. Zajedno s igračima RNK Splita, ASK-a, šibenskog Osvita i naravno Hajduka igrao je sa savezničkim momčadima (momčadima klubova iz zemalja pod kontrolom Saveznika i savezničkim vojnim/mornaričkim momčadima) diljem slobodnih ozemlja Europe i Sredozemlja i pronosio slavu Hrvatske. Budući da su Hajdukove pobjede dovele u pitanje ugled britanskoga nogometa, britansko je vrhovništvo odlučilo sastaviti reprezentaciju svoje vojske od svojih najboljih igrača. Reprezentacija britanske vojske (British Army XI) i Hajduk sastali su se 23. rujna 1944. na najposjećenijoj utakmici tijekom Drugoga svjetskog rata u Bariju pred oko 50 tisuća ljudi.  Hajduk je izgubio 7:2. U uzvratu koji je bio u Splitu, 26. prosinca 1944. godine, Hajduk je pobijedio vojničku reprezentaciju Velike Britanije što je tada u svijetu (za Hajduk i sad) bio veliki uspjeh. Pobijedili su rezultatom 1:0.
Sudionici te legendarne utakmice u Bariju i Splitu bili su:
- Hajduk – NOVJ: Petar Brkljača, Ljubomir Kokeza, Jozo Matošić (kapetan), Slavko Luštica, Dušan Bjelanović, Branko Bakotić, Ivo Alujević, Ervin Katnić, Miljenko Batinić, Frane Matošić i Ivo Radovniković
- Vojna reprezentacija Velike Britanije (British Services XI.): Renny (St. Mirren), Andy Beatty (Preston), Malpass (Fulham), Collier (Aberdeen), Stan Cullis (Wolverhampton), James Merphy (West Bromwich) Tom Finney (Preston), Bryn Jones (Arsenal), Georg Wilkins (Bredford), Jimmy Rudd (Manchester City) i Willi Strauss (Aberdeen)

Tijekom 1945. Hajduk kreće na turneju po Egiptu, Palestini, Libanonu, Siriji i Malti. U svibnju 1945., na posljednjoj utakmici velike ratne turneje, general Humbolt je u ime Charlesa de Gaullea odlikovao Hajduk titulom počasnoga kluba Slobodne Francuske.
Zbog svoje ratne uloge i odbijanja suradnje s okupatorima, Hajduk je nakon rata jedini od velikih nogometnih klubova u Jugoslaviji kojem je dopušten kontinuitet djelovanja. Ostali klubovi koji su djelovali u sklopu okupatorskih NDH-ovih struktura, poput Građanskog, HAŠK-a i Concordije, bili su raspušteni.

### Razdoblje nakon rata
Poslije Drugog svjetskog rata Hajduk je nastavio igrati u Jugoslavenskom prvenstvu i kupu. Godine 1946. osvojeno je Prvenstvo Hrvatske i osnovan časopis „Hajdukov Vjesnik”. U sezoni 1948. – 1949. Hajduk je posjetio Australiju i tako postao prvi klub iz Jugoslavije koji je igrao na svim kontinentima. Godine 1950. klub je osvojio prvenstvo Jugoslavije bez izgubljenog susreta, što je rekord koji dosad nitko s ovih prostora nije ponovio. Iste godine, prije odlučujuće utakmice s Crvenom zvezdom (pobjeda 2:1) osnovana je navijačka organizacija Torcida (nazvana po brazilskim navijačima), te postala prva organizirana navijačka skupina u Europi. Naredne je godine rekonstruiran stadion „Stari plac”.
Uslijedilo je doba Hajdukove premoći, ali teških zakulisnih igara ne bi li se „bile” onemogućilo u osvajanju titula. Tako je u zimskoj stanki sezone 1952./53. Hajduk bio na turneji po Južnoj Americi. Prije povratka cijela je momčad dobila poziv od argentinskog predsjednika Juana Perona da mu budu gosti u njegovoj vikendici. Tito je to odobrio radi možebitnog poboljšanja međudržavnih odnosa. Nakon što su obavili posjetu zakasnili su na tada rijetke prekooceanske letove, ali umjesto odgođenih utakmica na koje nisu stigli dočekali su ih porazi od BSK-a i Spartaka iz Subotice (igrali juniori i veterani). Kasnije je Hajduk tukao Zvezdu usred Beograda s 4:1, ali su „crveno-beli” ipak izašli kao prvaci. Već sljedeće sezone ponovila se slična stvar. Ovog puta akteri su bili Vladimir Beara i Bernard Vukas koji su zakasnili na pripremu reprezentacije 30 minuta, te dobili jednomjesečnu zabranu nastupanja za klub. Bez tih bitnih igrača Hajduk je izgubio te utakmice, a Dinamo uzima prvenstvo. Sve to nagnalo je klupsku legendu Franu Matošića da uleti na zasjedanje NSJ-a i napadne ih riječima: „Imate li bar gram poštenja?”.
Dne 3. travnja 1955. u Zagrebu Hajduk je uspio pregaziti Dinamo sa 6:0, što je najveća pobjeda u derbiju dva najveća hrvatska kluba.
Godine 1955. velikosrpska hegemonistička narav socijalističke Jugoslavije još jednom je pokazala lice. Premda je Hajduk osvojio prvenstvo, u podlosti koju je napravio Nogometni savez Jugoslavije, Hajduk je kao prvak poslan u Srednjoeuropski kup, dok je u prvo izdanje Kupa europskih prvaka poslan beogradski Partizan.
Između 1956. i 1966. nije osvojen niti jedan trofej, iako je Hajduk igrao 3 finala kupa. Jedno vrijeme klub je životario na sredini, pa i samom dnu, ljestvice, no nikada nije ispao iz najvišeg ranga natjecanja. U tom su razdoblju nogomet kraj stare Plinare u bilom dresu igrali Frane Matošić, Vladimir Beara, Ivo Bego i Bernard Vukas. Prvi je zabilježio čak 729 golova u 739 utakmica, što je rekord koji se sasvim sigurno neće nikada srušiti. Beara se smatra najboljim hrvatskim vratarom svih vremena, tada sigurno među svjetskom elitom, a Ivo Bego je jedno od najvećih „Hajdučkih srca” u povijesti. Zagrepčanin Bajdo Vukas, tada jedan od najboljih nogometaša svijeta, najveći je igrač Hajduka, a možda i Hrvatske u povijesti, kojemu se i danas dive svi koju su ga ikada vidjeli u živo. Ostaje upamćena njegova posljednja utakmica u Hajduku, kada se rasplakao nakon izgubljenog derbija s Dinamom u Splitu.
Već nakon 1950. godine kad je osnovana Torcida, uslijedili su događaji koji su odredili sudbinu Hajduka i Hajdukovih navijača u narednim desetljećima. Nakon legendarne utakmice Hajduk – Crvena zvezda koja je odlučena Broketinim golom, koju se smatra početkom Hajdukove Torcide, uslijedio je progon i zatvaranje hrvatska mladeži. Najgrlatiji te Torcide bili su zatvarani i izbačeni iz škola i sveučilišta, samo zato što su navijali za Hajduk i isticali svoje hrvatstvo.
Od 1958. slijede događaji koji su pridonijeli odlasku Ante Žanetića, najboljeg europskog desnog halfa svog vremena. Žanetić se nije slagao s krugovima u klupskoj upravi i gradu i novodovedenim trenerom Milovanom Ćirićem (kojeg su ti isti krugovi i doveli). Ante Žanetić ga je opisao kao „velikosrbina”, a krugove u klubu i gradu koji su ga doveli kao „orjunaške i udbaške"; a optužbe za pristup novog trenera idu dotle da je „Ćirić u kratko vrijeme zatrovao odnose izmedju Hajduka i Dinama, tako da je sada Zagreb neprijateljski grad, a Beograd je prijatelj Hajduka. Od tada je počeo pravi rat izmedju navijača bilih i plavih, koji nikada nije ni prestao, i pravo je čudo, kako nitko nije ni ubijen.”. Zbog maltretiranjima po gradu koja su uslijedila od strane izmanipuliranih navijača a u režiji prije navedenih orjunaških krugova, Na kraju je Žanetić emigrirao u Belgiju i potom u Australiju. 
Slična sudbina zadesila je jednog od najpopularnijih Hajdukovih nogometaša Branka Vidjaka, (kojemu su jugokomunisti ubili oca) kojeg UDBA-ška elita u Hajduku nije mogla podnijeti. Nakon hajke na torcidaše, ni Vidjak više nije bio poželjan. Vidjaku je život bio u pitanju, pa je bio prisiljen brzo napustiti Split i otići u Zagreb, a potom je prigodom Zagrebove turneje po Švicarskoj ondje zatražio politički azil, te je ondje ostao sve do proglašenja hrvatske neovisnosti. Dodatno slabljenje Hajduka uslijedilo je 1955. godine. Ponajbolji svjetski vratar Vladimir Beara otišao je u beogradsku Crvenu zvezdu, a Geza Šenauer u OFK Beograd. Prema bilješkama Ante Žanetića, ondašnja je Hajdukova uprava bila sastavljena od samih udbaša i orjunaša, koja je kriva za Bearin odlazak, jer ga je ponižavala i vrijeđala te ga tako potjerala iz Hajduka.
Zbog svih velikosrpskih, orjunaških i autonomaških podvala, iz Hajduka su otišli neki igrači (Žanetić, Vidjak, Beara, Šenauer), a nečija su imena poslije postala nepoćudna i bila su izbrisana iz svih almanaha sve do osamostaljenja Hrvatske. Velikosrpski režim socijalističke Jugoslavije namijenio je Hajduku ulogu kontrapunkta zagrebačkom Dinamu kojem je jugorežim namijenio ulogu kvaziustaške Hrvatske.
Velikosrpski plan planiran je i sprovođen ovako: umjetno je uzgajan antagonizam između Hajduka i Dinama, između hrvatskog Sjevera i Juga, Dalmacije i Zagreba, polariziralo se hrvatsko društvo, a sve s ciljem podjele hrvatskog naroda i radi podjele i potom prisvajanja hrvatske zemlje, po koracima „u prvu ruku: vi niste Hrvatska, a u drugu, vi ste Srbija”. Taj je prljavi politički plan razbijen hrvatskim navijačkim jedinstvom 1990-ih.
Kup je napokon osvojen 1967., a sljedeće sezone zabilježen je i prvi nastup u nekom europskom natjecanju. No, tada je odmah u prvom kolu bio bolji engleski Tottenham.

### Najveće godine kluba
Od 1970. do 1980. godine bilo je razdoblje zlatne generacije Hajduka koja je ostvarila najbolje rezultate u povijesti kluba. Godine 1971. osvojili su naslov nakon 16 sušnih godina, i to pobjedom u Beogradu, opet, nad Partizanom s 4:3 nakon što su gubili 0:3. U to vrijeme igrali su Petar Nadoveza (koji je karijeru završio početkom toga desetljeća), vratar Ivan Katalinić (kasnije uspješan trener momčadi), Dragan Holcer, Jurica Jerković, Luka Peruzović, Vilson Džoni, Brane Oblak, Dražen Mužinić, Ivica Šurjak, Ivan Buljan, Slaviša Žungul, a nadolazeće zvijezde su bili braća Zoran i Zlatko Vujović i drugi. Istaknuo se i svjetski poznati trener Tomislav Ivić koji je osvojio 3 prvenstva i 4 kupa. Prema tvrdnjama samoga trenera, Hajduk je već tada prakticirao igru s dešnjakom kao lijevim krilom i ljevakom kao desnim, a predsjednik je bio čuveni Tito Kirigin, koji se smatra najvećim predsjednikom Hajduka svih vremena. Uz velike uspjehe u domaćim natjecanjima (9 trofeja u 10 godina), u međunarodnim natjecanjima zabilježeno je polufinale Kupa pobjednika kupova sezone 1972./73. kada ga je izbacio engleski Leeds United, a iz 1980. pamti se »mitski« susret s njemačkim HSV-om, kada je nakon sjajne Hajdukove utakmice na Poljudu, HSV (tada jedna od najboljih europskih momčadi) prošao dalje zahvaljujući pogodku u gostima. Bilježi se i 5 uzastopnih kupova, od 1972. do 1977. Godine 1976. kad je Partizan uz pomoć sudca Maksimovića osvojio naslov, Hajduk mu je nanio najveći domaći poraz od čak 6:1.
Godine 1979. Hajduk se preselio na novi stadion Poljud, tada jedno od najljepših sportskih zdanja u svijetu. Posljednji gol na »starom placu« postigao je Mišo Krstičević. Ipak, prema rezultatima u 80-ima pričalo se o svojevrsnoj ukletosti Poljudske ljepotice.
'80-te su ponudile manje uspjeha u državi (niti jedan naslov prvaka), iako se smatra da je Hajduk do uključujući sezonu 1985./86. trebao osvojiti barem dva naslova prvaka. Svojevremeno je hrvatski emigrantski tisak, ali i domaći hrvatski tisak, doduše pomno biranim riječima, govorio o čudnim ishodima utakmica Hajdukovih suparnika za naslov prvaka, u kojima su oni pojedina gostovanja prolazili bez problema.
Štoviše, protiv Hajduka na tim terenima se igralo po filozofiji »lomi mu nogu!« (doslovni slučaj divljačkih startova, pri kojima je slomljena noga Blažu Sliškoviću na utakmici protiv OFK Beograda te kasnije Nenadu Gračanu protiv Rijeke, u njegovoj trećoj utakmici za Hajduk).
Od europskih natjecanja pamte se polufinale Kupa UEFA 1984. kada je opet koban bio engleski klub, ovaj put Tottenham, te četvrtfinale istoga natjecanja dvije godine kasnije. Uspjesi izvan zemlje nadoknadili su neuspjehe kod kuće, a tijekom toga desetljeća Hajduk je pobjeđivao momčadi poput Valencie, Bordeauxa, Metza, VfB Stuttgarta, Torina, Marseilla i Manchester Uniteda (čiji je poraz u prijateljskoj utakmici na Poljudu jedan od najvećih gostujućih u povijesti tog engleskog velikana). Istaknuti igrači '80-tih bili su Blaž Slišković, popularni „Baka”, Zoran Vulić, Aljoša Asanović, te Ivan Gudelj koji je zbog bolesti prisilno prekinuo vrlo obećavajuću karijeru.
Dne 8. svibnja 1991. Hajduk je osvojio posljednji jugoslavenski kup, pobijedivši, kao autsajder, usred Beograda, ekipu koja će tri tjedna kasnije postati europski prvak Crvenu zvezdu s 1:0. Zgoditak je postigao Alen Bokšić, a time je Hajduku zauvijek pripao Titov pehar. Težina ovog uspjeha je u tome što je te sezone Hajduk u jesenskomu dijelu prvenstva bio na posljednjem mjestu, što je i u najlošijim sezonama bilo nepojmljivo za klubove »velike četvorice«, dok je Zvezda te sezone bila nadmoćna u prvenstvu, a iste je sezone bila i pobjednik Kupa prvaka.

### Hajduk u HNL-u
Više u članku: HNK Hajduk u Republici Hrvatskoj
U prve četiri godine HNL-a Hajduk postaje daleko uspješniji od rivala iz Zagreba osvojivši 3 naslova prvaka, isto tako zabilježivši i nastup u četvrtfinalu Lige prvaka.
Međutim, koliko je momčad bila odlično složena, toliko je klub bio financijski loše vođen, te mu u to vrijeme biva blokiran račun, što do danas predstavlja ogroman uteg.
Narednih 5 godina Hajduk je proveo u sjeni bogatijeg i politički privilegiranijeg rivala iz Zagreba, a do Lige prvaka se više nije došlo. Od Lige prvaka do kupa 2000. nije osvojen niti jedan trofej.
Nakon neuspjeha na domaćoj i međunarodnoj sceni navijači su počeli tražiti smjenu uprave, te je kružila i priča o mogućoj privatizaciji kluba, koja se tada ipak nije dogodila. Dok je Croatija osvajala naslove Hajduk je imao problema i s registriranjem igrača za HNL. Nezadovoljstvo navijača je bilo sve veće, toliko da su upadali u prostorije kluba. Kasnije na mjesto predsjednika, isprva samo na 6 mjeseci, dolazi ravnatelj splitske Lučke uprave Branko Grgić.

### Rezultatski pad
Dinamo (vraćeno ime) nije više imao toliko podršku kao prije pa se očekivala znatno ravnopravnija borba dvaju klubova. U Europi, međutim, Hajduk nije bio toliko uspješan. Osim prolazaka protiv uglavnom slabijih momčadi ispadalo se od prve malo jače prepreke poput Wisle, Fulhama i Mallorce. Ipak, 2001. je prekinut Croatijin niz i bili su opet prvaci, dok u siječnju naredne godine na valu optimizma Grgić obećava 3 naslova u 5 godina. No, glavna i najteža prepreka takvom podvigu bilo je spomenuto financijsko stanje kluba koje je nekoliko puta dovelo klub do provalije stečaja i potpunog raspada. 
Pred sezonu 2003./04. sportskim direktorom postaje Igor Štimac, koji uz obećanje naslova, kupa i Lige prvaka, prodaje par bitnih igrača i doveo one koji nisu puno pomogli. Struka se branila izjavama kako zbog pomanjkanja novca moraju improvizirati ne bi li nekako održali klub na nogama. U prvenstvu su ipak osvojena 2 naslova (za sada i posljednja), no, s igrom i konkurencijom koja nikog nije oduševila, dok je u Europi prejak postao i irski amaterski klub. U siječnju 2005. doveden je kapetan i ikona Dinama, Niko Kranjčar, a na kraju te sezone i veliki Dinamov trener Miroslav „Ćiro” Blažević.
Velikim najavama ušlo se u sezonu koja je bolno razotkrila sve mane neplanskog vođenja kluba. Hajduk je završio jedva peti bez Europe naredne godine, uz rotaciju ogromnog broja igrača sumnjive kvalitete. Promijenjena su 3 trenera, a Štimac je napustio mjesto sportskog direktora. Nakon sezone klub je napustilo 19 igrača, a trener Bonačić odlučio otići par dana prije početka ljetnih priprema. Vraćen je Vulić, te je dovedeno nekoliko iskusnih igrača. Grgić je pričao o sezoni „bez imperativa po naslov” u kojoj se treba tek uigrati za sljedeću u kojoj se juriša na naslov prvaka i veliki proboj u europskim natjecanjima. Jesenski je dio bio najuspješniji dotad, no par derbija na Maksimiru grubo spuštaju sav optimizam „Majstora s mora” i klub se opet vraća u apatiju. Iznova se mijenja velik broj igrača i trenera, plan za sljedeću sezonu opet je drugačiji, a još je jedna opet proglašena neuspješnom. U upravu su pompozno dovedene bivše igračke zvijezde poput Alena Bokšića i Ivice Šurjaka koji su trebali biti jamac bolje budućnosti.
Slijedi rasprodaja igrača na Maksimiru, te kupnja velikih zvijezda poput Tudora i Cernata na Poljudu. Nije bilo nikakve uigrane momčadi od prošle sezone, ali se i u ovu ušlo krajnje optimistički. Naravno, ni ovaj optimizam nije dugo trajao. Potpuno promijenjena momčad nije se uspjela brzo uigrati za što je okrivljen trener Pudar te je između dvije utakmice sa Sampdorijom dobio otkaz. Takvo vođenje kluba dovelo je do ponavljanja loših rezultata koji su prouzrokovali konačni pad Branka Grgića 23. rujna 2007.
Nekadašnji je hrvatski i europski klupski velikan ostavljen u mulju besparice, lošeg igračkog kadra, zanemarene i nikad lošije vođene omladinske škole, menadžerskih uplitanja u momčad i nesposobne struke, bez ikakvog plana za budućnost, te miljama daleko iza Dinama. Kao novo rješenje, čak 4 mjeseca poslije Grgića dolazi bivši košarkaš Željko Jerkov koji ja kao predsjednik izdržao tek 44 dana. Nakon njegova odlaska klubu je dopušteno preoblikovanje u dioničko društvo, koje bi trebalo završiti krajem godine. Nakon 2 godine Hajduk je opet peti u prvenstvu, ali preko (izgubljenog) finala kupa ipak ima plasman u Europu naredne sezone.
14. lipnja za novog je predsjednika izabran dotadašnji klupski odvjetnik Mate Peroš. Još je jednom promijenjen cijeli stručni stožer, ali se ovog puta predsjednik nije poslužio otkazima nakon prve krize rezultata što prouzrokuje prvu pobjedu na Maksimiru (2:0) nakon 5 i pol godina, te prvu s više od 1 razlike nakon punih 48. Nakon pobjede u derbiju na prepunom Poljudu (2:0) Hajduk se popeo na prvo mjesto gdje se zadržao do travnja i poraza s Osijekom. Hajduk je u toj sezoni osvojio 2. mjesto iza Dinama.
6. kolovoza 2009. godine dogodilo se rasulo u klubu. Trener Ivica Kalinić je tokom utakmice sa Žilinom bio odvezen u bolnicu. Poslije utakmice Peroš je podnio ostavku, a umjesto njega se na mjestu predsjednika našao Joško Svaguša. 31. listopada odigran je derbi s najmanjim brojem gledatelja i u toj utakmici Hajduk je pobijedio Dinamo (2:1). Razlog te najmanje posjećenosti na derbiju je u tome što ga je Torcida bojkotirala i nakon mimohoda gradom odgledala taj derbi na Starom placu. Torcida je tražila kodeks koji je usvojen 31. kolovoza 2010. 12. veljače Stanko Poklepović je postao novi trener Hajduka, što je rezultiralo bolju igru, jedan trofej i izlazak u Europu. Hajduk je osvojio kup nakon 9 godina i prvi trofej nakon 5 godina pobjedom protiv Šibenika (2:1 na Poljudu, 2:0 na Šubićevcu u Šibeniku).
Hajduk se plasirao u Europsku ligu preko rumunjskih protivnika (3. pretkolo protiv Dinama iz Bukurešta 1:3 u Bukureštu, 3:0 na Poljudu, play-off protiv Uniree iz Urzicenija 4:1 na Poljudu, 1:1 u Bukureštu), ali u skupini upisao samo jednu pobjedu protiv Anderlechta na Poljudu (1:0). Nakon ispadanja iz kupa protiv Istre 1961 (0:1 nakon produžetaka) Poklepović je smijenjen s mjesta trenera. Dana 20. prosinca Svaguša je otišao s mjesta predsjednika, a njegovo mjesto privremeno je preuzeo Josip Grbić.
Hajduk je proslavio 100-ti rođendan tako što je u ponoć između 12. i 13. veljače 2011. Torcida upalila bengalke i signalne rakete na nebu, cijeli Split bio ukrašen u bijelu boju i na utakmici sa Slaviom iz Praga Torcida raširila koreografiju preko cijelog Poljuda. 26. travnja Hrvoje Maleš je preuzeo funkciju predsjednika Hajduka.
27. svibnja na kormilo Hajduka došao je slavni bugarski nogometaš Krasimir Balakov. 23. srpnja Hajduk je dočekao slavnu Barcelonu (0:0). 23. ožujka 2012., kada je Balakov preuzeo Kaiserslautern, mjesto trenera preuzeo je Mišo Krstičević. Hajduk je u juniorskoj i kadetskoj konkurenciji osvojio titulu prvaka Hrvatske u sezoni 2011./12. Hajduk se podmladio, ali je pobijedio slavni milanski Inter na San Siru (2:0). Hajduk je bio pred stečajem jer je grad Split 12. listopada odbio jamstvo kredita, ali je uz pomoć Torcide tri dana kasnije bio ponuđen. Hajduk je bio mnogo puta suspendiran, ali to ga nije omelo da igra utakmice HNL-a. 29. travnja 2013. godine za novog trenera Bijelih postavljen je proslavljeni nogometaš Hajduka i Juventusa Igor Tudor, koji je doveo Hajduk do naslova kupa nakon pobjede nad Lokomotivom (2:1 na Poljudu, 3:3 na Maksimiru u Zagrebu).
U sezoni 2013./14. Hajduk je bio u borbi je za titulu s Dinamom do 27. kola, te je u dva navrata (na početku prvenstva i krajem listopada/početkom studenog) bio prvoplasirani na tablici. Najteži poraz u derbijima s Dinamom pretrpio je 4. prosinca 2013. na Maksimiru u četvrtfinalu kupa (0:5). Hajdukova igra u toj sezoni nekad je oduševila navijače, nekada ne. Od 9. do 26. kola Hajduk je nanizao 18 utakmica bez poraza, što je bilo u posljednjih nekoliko sezona nezamislivo. U razdobljima u kojima su igrači Hajduka oduševljavali publiku, igru je oslikavala Torcida skandiranjem „Ovo je Hajduk!” na utakmici sa Slaven Belupom 2. ožujka 2014. (pobijedio 3:0 na lošem terenu, što je zadnja pobjeda u nizu od 4 pobjede). Najteži poraz s Dinamom na Poljudu od 1987. (ligaški, od 2001. na službenim utakmicama) je doživio 22. ožujka u 27. kolu s 0:2. Hajduk je na početku, na sredini i na početku proljeća igrao odlično no klasičan pad na kraju je pokvario sliku sezone. Nakon prekinutog derbija od strane navijača (0:1; 0:3 služ. rezultat.), Hajduk je tu sezonu završio na 3. mjestu iza Rijeke.
Dana 14. srpnja 2014. pokrenut je projekt HNK Hajduk Split II. 
U ljeto 2014. godine Mario Pašalić je otišao u Chelsea. Na početku sezone 2014./15. Hajduk je stigao do zadnjeg pretkola (play-offa) Europske lige nakon što je prošao irski Dundalk u drugom (2:0, 1:2) i kazahstanski Šahter iz Karagande u trećem pretkolu (2:4, 3:0) da bi na kraju bio eliminiran od Dnjipra iz Dnjipropetrovska (1:2, 0:0). Igor Tudor 4. veljače 2015. podnosi ostavku na mjesto trenera Hajduka, privremeno ga je zamijenio Hari Vukas, a nakon dva tjedna zatezanja oko dolaska ili nedolaska Edoarda Reje, 19. veljače za novog-starog trenera je postavljen Stanko Poklepović, zbog čega je Hajduk došao u jednu od najvećih kriza u povijesti, jer je ostvario samo 2 pobjede i 2 remija, a zabilježio čak 6 poraza u tih 10 utakmica (od čega niz od 4 uzastopna poraza). Ta kriza je Poklepovića koštala trenerske klupe, jer je 13. travnja bio smijenjen, a njegovo mjesto je preuzeo sportski direktor Goran Vučević. Međutim, ni on se nije dugo zadržao, jer je 10 dana poslije, nakon eliminacije u polufinalu kupa od Splita, bio razriješen s dužnosti trenera, a 24. travnja na klupu je ponovno sjeo Hari Vukas. Ali, nakon svih tih muka Hajduk je ipak izborio izlazak u Europu nakon pobjede nad Zagrebom u pretposljednjem kolu.
Dana 30. svibnja, dan nakon zadnje utakmice u sezoni 2014./15., za novog trenera je izabran Damir Burić. U ljeto 2015. godine Hajduk je drugi put uzastopno stigao do play-offa Europske lige nakon eliminacije estonskog Sillamäe Kaleva u prvom (1:1, 6:2 (druga utakmica igrana u Dugopolju zbog zauzetosti svog stadiona)), slovenskog Kopra (2:3, 4:1) u drugom i norveškog Strømsgodseta (2:0 na Poljudu, 2:0 u Drammenu) u trećem pretkolu, ali je u play-offu tragikomično ispao od Slovana iz Libereca (oba puta po 1:0, ne prema okolnostima nego prema igri) tako da se Hajduk u potpunosti okrenuo prvenstvu. Tog ljeta je i izabran novi Nadzorni odbor u kome je bilo 9 članova među kojima je i Ljubo Pavasović-Visković kao predsjednik tog tijela. U prvenstvu je Hajduk u jesen držao priključak s Dinamom, a u prvenstvu je s vratarom Lovrom Kalinićem postigao rekord u nizu bez primljenog pogotka od osam utakmica i sa 756 minute i tako je prestigao rekord iz sezone 1992. sa Zoranom Slavicom od sedam utakmica i sa 711 minute bez primljenog gola.
Početkom 2016., oboren je rekord po broju članova iz 2015. godine od 15.380 članova. 13. veljače, Hajduk je proslavio 105. rođendan s mnoštvo novih sponzora, premašenje brojke od 20.000 članova, otvaranjem fan-shopa u splitskoj trajektnoj luci i pobjedom protiv Slaven Belupa (2:0), uz vatromet na kraju te rođendanske utakmice. U jesen 2015. činilo se kao da je Hajduk izašao iz krize, ali katastrofalno odrađen zimski prijelazni rok, loše vođena sportska politika kluba su doveli do toga da Hajdukova kriza bude pogoršana i uđe u još jedno katastrofalno proljeće, iako imaju veliki broj članova i odlično vođene financije u kojima se smanjuju dugovanja. Početkom travnja 2016. iz kluba su otišli predsjednik Marin Brbić (kojemu je ukazano nepovjerenje na skupštini nadzornog odbora), predsjednik NO Ljubo Pavasović Visković, sportski direktor Goran Vučević i direktor omladinske škole Srđan Andrić (podnijeli ostavke). Kasnije je za privremenu predsjednicu uprave izabrana Marijana Bošnjak, koja je obnašala tu dužnost do izbora novog predsjednika uprave putem natječaja. Hajduk se pred kraj sezone konsolidirao i nakon pobjede nad Lokomotivom (2:0) je izborio treću sezonu za redom plasman na treće mjesto iza Dinama i Rijeke i novi izlazak na euro-scenu.
Dana 17. svibnja za novog predsjednika je izabran Ivan Kos, a 2. lipnja, nakon sporazumnog raskida ugovora, Damir Burić je napustio mjesto trenera, a to mjesto je preuzeo nekadašnji trener ljubljanske Olimpije, Slovenac Marijan Pušnik. Nakon eliminacije rumunjskog Iaşija i ukrajinske Oleksandrije, Hajduku je malo nedostajalo da uđe u skupinu Europske lige, pošto je bio eliminiran od izraelskog Maccabija iz Tel Aviva tek nakon jedanaesteraca, iako ga je savladao na Poljudu s 2:1, uz poraz u gostima istim rezultatom. Niti jesenski dio sezone 2016./17. nije obećavao borbu za naslov prvaka iako su u nekim utakmicama igrači Hajduka dobro igrali (pogotovo u 2. poluvremenu), pa je nakon ispadanja u četvrtfinalu kupa protiv gradskog rivala Splita nakon produžetaka, 1. prosinca Pušnik dobio otkaz, a umjesto njega na klupi se našao Katalonac Joan Carrillo. 22. travnja 2017. Hajduk je stigao do pobjede na Maksimiru protiv Dinama (2:0, strijelci Erceg i Futács), što je bila prva pobjeda nakon 8,5 godina na tom zagrebačkom stadionu.
Niti veći dio jesenske polusezone nije bio puno bolji nego prethodne sezone, jer je Hajduk ispao ponovno u doigravanju za ulazak u Europsku ligu od Evertona, a i nije bilo iskoraka niti što se tiče prvenstva, jer Hajduk puno zaostajao za konkurentima za naslov prvaka. U jednom je trenutku izgledalo da bi se Hajduk ipak mogao uključiti u trku za naslov prvaka. Došao je poznati portugalski reprezentativac, veteran Hugo Almeida. Zahvaljujući lošim igrama, rezultatima u utakmicama protiv jačih konkurenata koje je nevjerojatnim nesmotrenostima obrane gubio, ali i od klubova od kojih se očekivalo da će pobijediti. 6. studenog, nakon šokantno preokretom izgubljene utakmice protiv Rudeša, Joan Carrillo je morao otići s mjesta trenera Hajduka. Njega je naslijedio Željko Kopić. U prosincu, Hajduk je nakon 5.5 godina svladao Rijeku na Rujevici (2:1) golovima Tome Bašića i Ante Ercega.
Na proljeće 2018. Hajduk je zahvaljujući boljim rezultatima i kiksevima Dinama prišao najvećem rivalu i opet je djelovalo da bi mogao ponovno da se uključi u borbu za naslov prvaka. 18. veljače, Bijeli su ponovno slavili na Maksimiru (1:0) uz gol Francka Ohandze, koji je kasnije otišao u kineski Shenzhen. Najemotivniji trenutak sezone dogodio se protiv Istre 10. ožujka, kada je vratar Karlo Letica pogotkom u sudačkoj nadoknadi donio pobjedu Hajduka (3:2). Tri dana kasnije, bijeli su prošli u finale kupa nakon pet godina, nakon što su eliminirali Lokomotivu nakon boljeg izvođenja jedanaesteraca (1:1, 4:2 11 m). No nakon poraza protiv Dinama na Poljudu (1:2) i odlaska Ivana Kosa s mjesta predsjednika, sezona se okrenula naglavačke. Nakon niza loših rezultata, Hajduk je opet završio na trećem mjestu petu sezonu zaredom, što je trinaesta uzastopna sezona bez osvojenog naslova. I ne samo to, Hajduk je u finalu kupa u Vinkovcima zahvaljujući lošim sudačkim odlukama i pogrešci Gentsogloua poražen od Dinama (1:0), što je peta sezona zaredom bez trofeja, pa je ovo najveći trofejni post nakon druge polovice 50-ih i prve polovice 60-ih godina prošlog stoljeća. No ni to nije bilo sve, Hajduk je iduće sezone imao jedan od najlošijih startova u klupskoj povijesti s problemima s rezultatima, upravljanjem kluba, infrastrukturom itd., što je rezultiralo između ostalog i odlazak velikog broja najboljih igrača i trenera Kopića, kojeg je zamijenio opet Zoran Vulić, koji se vratio nakon 11 godina na užarenu klupu bijelih. No situacija se nije popravila pod njegovim vodstvom, te je 27. studenog bio smijenjen pa je njegovo mjesto zauzeo dotadašnji trener Hajduka II Siniša Oreščanin. S njim je Hajduk na proljeće 2019., uhvatio Europu sjajnim učinkom, a u tom razdoblju je svladao i Rijeku (4:0) nakon manje od 8 godina na Poljudu. Tu sezonu je Hajduk završio na četvrtom mjestu, što je dobar rezultat obzirom na turbulencije kakve su se događale u jesen. Ali iduće sezone, bili su doživjeli katastrofu u Europi, i to eliminacijom od Gżire United, iako se činilo da će Hajduk lako proći tu prepreku, ispustili su vodstvo od 1:0 (ukupno 3:0) u drugom poluvremenu i bili su rekordno rano eliminirani iz Europe, što je bila najružnija epizoda u povijesti kluba. Nakon utakmice dogodio se upad nezadovoljnih navijača u teren, a Siniša Oreščanin je dan poslije dobio otkaz i na njegovo mjesto se vratio Damir Burić nakon tri godine stanke. S njim su Splićani svladali Dinamo nakon gotovo 3,5 godine na Poljudu (i to baš pod Burićem, 1:0) pogotkom Bassela Jradija i tako preskočili najvećeg rivala na prvom mjestu (premda su imali utakmicu više). Međutim, igra i rezultati (pogotovo na gostujućim terenima, gdje su pobijedili samo jednom u Varaždinu) nisu opravdali očekivanja javnosti, pa je nakon završetka jesenskog dijela sezone Burić dobio otkaz, a ranije je klub napustio Saša Bjelanović, dotadašnji športski direktor. Nakon toga, u klub su došli Mario Stanić savjetnik predsjednika uprave za športsku politiku i Ivan Kepčija novi športski direktor, u klub se vratio Igor Tudor, nakon skoro pet godina u nekoliko europskih klubova. Rezultati i igra na početku proljeća su obećavali, ali dva poraza u derbijima, od Dinama kod kuće 0:2 i Rijeke u gostima također 0:2, donijeli su pad na četvrto mjesto, a sezona je u ožujku prekinuta zbog pandemije koronavirusa, i sezona je nastavljena u lipnju. No ni nakon stanke Hajduk nije krenuo bolje, dapače, igrao je najlošije u možda prethodnih desetak godina. Gubio je brojne utakmice koje nisu trebali izgubiti, pa su olako ostali bez zacrtanog cilja, a i izjednačili su najlošiji plasman od Hrvatske neovisnosti, jer su na kraju bili na petom mjestu. Ali, zahvaljujući boljem koeficijentu hrvatskog prvenstva uspjeli su izboriti europska natjecanja.
U sezoni 2020./21. Hajduk je opet imao lošije rezultate u jesenskoj polusezoni, međutim na temelju bolje odigranog proljeća (uz tri pobjede nad Rijekom) i zahvaljujući lošijim rezultatima Gorice, uspjeli su po 15. put zaredom izboriti nastup u Europi. No u ljeto 2021. neočekivano doživljavaju novi europski poraz, protiv kazahstanskog Tobola. Nakon pobjede na Poljudu (2:0), Bijeli su u uzvratu, unatoč povoljnom rezultatu na poluvremenu, poraženi nakon produžetaka (4:1), pa su se po drugi put u tri godine od europskih natjecanja oprostili već u srpnju. Početkom studenoga zbog lošijih rezultata smijenjen je Jens Gustafsson, a umjesto njega je izabran Valdas Dambrauskas. Četvrti put u 2021. su svladali Rijeku, a 5. prosinca je svladan i Dinamo na Maksimiru s 2:0 što je bila tek treća pobjeda u HNL-u na Maksimiru s dva ili više gola razlike. Dobili su još jednom Dinamo na Poljudu, 1:0, golom Nikole Kalinića. Ponovo su slavili na Rujevici protiv Rijeke s 3:0 uz dva pogotka Marka Livaje, koji je postao najbolji strijelac HNL-a u sezoni 2021./22. i tako oborio klupski rekord Lea Lemešića iz sezone 1934./35. po broju golova u jednoj ligaškoj sezoni. Nakon 10 godina završili su na drugom mjestu ispred Rijeke i Osijeka. U finalu kupa su dobili Rijeku na Poljudu s 3:1 i tako su osvojili trofej nakon devet godina posta.
HNK Hajduk je 25. kolovoza 2021. dobio i svoju žensku ekipu.
Nakon pet godina klub je ušao u doigravanje za ulazak u Konferencijsku ligu nakon što su izbacili Vitóriu de Guimarães sa 3:1 na Poljudu i porazom od 1:0 u gostima, ali je lanjski pobjednik Europske lige i polufinalist Lige prvaka Villarreal bio prejak s pobjedama od 4:2 u Valenciji i 2:0 na Poljudu. Dana 12. rujna, nakon remija sa Šibenikom u gostima, Dambrauskas je napustio klupu Hajduka, a momčad je u ostatku jesenskog dijela prvenstva vodio Mislav Karoglan, koji za to vrijeme nije doživio poraz. Na Staru godinu 2022. klub je preuzeo Ivan Leko. Nakon krize u kojoj je bio Hajduk na početku proljetnog dijela sezone, momčad se stabilizirala i osvojila kup drugi put zaredom pobjedivši Osijek, Slaven Belupo i Šibenik u finalu u Rijeci, što je bilo prvi put nakon 46 godina da je Hajduk obranio naslov u Kupu, a momčad je nanizala osam utakmica bez primljenog pogotka na kraju sezone.
Juniorska momčad Hajduka je u 2023. došla do nevjerojatnog rezultata, plasirali su se u finale Lige prvaka u Ženevi, nakon što su svladali Šahtar Donjeck (1:0) i Manchester City (2:1) na Poljudu, u četvrtfinalu su izbacili Borussiju Dortmund na stadionu Signal Iduna Park nakon jedanaesteraca (1:1, 9:8 11m), dok su u Ženevi u polufinalu pobjedili AC Milan (3:1), i onda su u finalu uvjerljivo poraženi od AZ Alkmaara (0:5).
Hajduk je sezonu 2023./24. započeo s pet pobjeda u prvih pet utakmica, iako je u Europi ispao na prvoj prepreci, od PAOK-a (0:0 u Splitu i 0:3 u Solunu). Nakon četiri poraza u razdoblju od šest utakmica, Leko je smijenjen 23. listopada, a na klupu se vraća Karoglan, ovaj put kao stalni trener, a klub je 2. prosinca osigurao jesenski naslov nakon pobjede nad Goricom na Poljudu (3:0). U klub su u zimskom prijelaznom roku došli igrači Ivan Perišić i Josip Brekalo.

## Simboli kluba

### Dres
Hajduk je svoju prvu utakmicu odigrao u dresu s kombiniranim crveno-bijelim okomitim prugama što je simboliziralo boje hrvatskog grba. Tadašnje austrijsko poglavarstvo grada nije htjelo da se na bilo koji način manifestira hrvatstvo Splita pa nije dozvolilo da boja novonastalog kluba bude hrvatska trobojnica. Kad je zabranjena trobojnica, krenulo se s crvenom (Hrvatska) i modrom bojom (more) i preko njih bijelim slovima napisali Hajduk.
Nakon toga na dresu prevladava bijela boja, a glavni se dres sastoji od bijele majice, plavih hlača i plavih čarapa, kombinacije koja simbolizira bijelo jedro na plavom moru. Bijela boja je postala simbolom kluba i zbog nje je momčad Hajduka ima popularni nadimak 'bili'. Pričuvni dres se sastoji od crveno-plave majice s okomitim ili vodoravnim prugama (nekad užim, nekad širim), plavih hlača i plavih čarapa, a simbolizira boje iz hrvatske zastave. Jedno se vrijeme za glavni dres spominjala mornarska kombinacija, s vodoravnim bijelo plavim prugama, no, taj je dres tek 2 puta nosio vratar Pletikosa.
Treći dres je bio problematičan u izboru. Dok UEFA nije uvela obveznu prijavu trećeg dresa, nije bio ni postojao. Jedan od mogućih je bila okomito prugasta bijelo-crvena majica kao na prvoj utakmici. Međutim, zbog činjenice da je ovakav dres sličio na dresove nekih drugih klubova (Crvena zvezda), koji su imali negativnu simboliku, do toga nije došlo.

### Grb
Hajdukov grb je hrvatski šahirani grb u krugu, obrubljena plavom vrpcom, s na svakoj strani po 2 okomite crte. Iznad šahiranog grba je natpis Hajduk, a ispod Split. Šahirani grb se sastoji od 25 crveno bijelih polja koja su iste širine kao i plava vrpca.
O značenju okomitih crta klub se još nikad nije službeno izjasnio. Prema jednoj verziji one predstavljaju osnivače kluba Stellu, Kaliternu, Šakića i Ivaniševića. Druge tvrdnje su da se radi o znakovima jednakosti koji povezuju grad Split s Hajdukom, ili da su to zapravo navodnici imenu Hajduk, s obzirom na to da su se u to vrijeme, po pravopisu, imena svih udruga i organizacija morala pisati pod navodnicima.
- Grb do 1944.
- Grb na dresovima od 1944. do 1960.
- Klupski grb 1951. godine
- Klupski grb 1961. godine
- Grb od 1960. do 1970.
- Grb od 1970. do 1990.
- Grb od 1990.
- Jubilarni grb u 2011.

Grb je 1911. osmislio Vjekoslav Ivanišević, a najstarija sestra Fabijana i Luke Kaliterne, Ana Kaliterna, je odnijela taj crtež u samostan gdje su časne sestre ručno izvezle 20-30 komada. Grb se prvi puta u javnosti pojavio 1926. godine prilikom izvedbe Tijardovićeve operete 'Kraljica baluna' kao dio scenografije. Hajduk je dugo igrao bez grba na dresu. 1939. se pojavljuje izvorna inačica. 

Nakon toga odigrao je utakmicu u Bariju 1944. s crvenom zvijezdom u sredini igrajući pod drugim imenom i od tada je izbačen hrvatski šahirani grb. Nakon toga godinama na dresu stoji samo crvena petokraka kao simbol komunizma sve do 1990. godine, kada u posljednjem prvenstvu Jugoslavije klub nastupa sa starim grbom, s hrvatskim šahiranim grbom, koja se održala do danas. U međuvremenu se javlja i druga inačica, s hrvatskim šahiranim grbom, ali uz zvijezdu petokraku u gornjem dijelu grba, na spoju vijenaca.
Zajedno s petokrakom promijenjene su crte sa strane, te umjesto njih postavljena godina osnutka kluba – 1911, što se dugo zadržalo te često bilo predmet zabune, pa tako i danas igrači igraju noseći grb s crtama, dok je na istočnoj tribini stadiona obojenim klupama napravljen grb s brojkama 19 i 11.

### Stadion
HNK Hajduk igra svoje utakmice na Gradskom stadionu na Poljudu od 1979. godine. Stadion Poljud, poznat pod nadimkom Poljudska ljepotica, nalazi se u splitskoj četvrti Poljudu na sjeverozapadu grada. Izgrađen je 1979. godine u sklopu izgradnje športskih objekata 8. Mediteranskih igara. Autor projekta je bio istaknuti riječki arhitekt dr. Boris Magaš. Stadion je utjecao na arhitektonske vizure brojnih svjetskih stadiona u Italiji, Japanu (Kobe) i Maleziji. Nakon münchenskog Olimpijskog stadiona, izazvao je najviše pozornosti stručne javnosti na polju športske arhitekture.
Od 1911. do 1979. utakmice je igrao na igralištu zvanom „Kod stare Plinare”, gdje danas igra RK Nada. Teren se izvorno zvao „Kraljeva njiva”. Otkako je preselio na Poljud, staro igralište se u govoru u Splitu naziva „Stari plac” ili „Staro Hajdukovo”. Stadion se nalazio kraj rodilišta čime je praktično svakom novom Splićaninu to bio prvi vanjski objekt koji je ugledao. Na sjevernoj tribini stadiona nalazila se navijačka skupina Torcida, na njemu je odigrano 3148 utakmica, palo 9542 golova i osvojeno 11 prvenstava i 6 kupova.

### Navijači
Hajdukova organizirana navijačka skupina se zove Torcida, ime koje je uzela po svojim južnoameričkim uzorima.
Torcida se prvi put okupila na ključnoj utakmici prvenstva protiv „Crvene zvezde” u pretposljednjem kolu, 29. listopada 1950. 20.000 navijača nosilo je „bile” do preokreta i pobjede 2:1, koja im je donijela prvi naslov prvaka nakon 2. svjetskog rata, ostvaren bez ijednog poraza.
Klub ima veliku navijačku bazu širom Hrvatske, a izrazito snažnu bazu ima na hrvatskom priobalju od Savudrijske vale do Prevlake, te su tradicionalno jaki u Dalmaciji. Čak i u ostatku bivše SFRJ, klub je svugdje imao navijača, među svim narodnim i vjerskim zajednicama, kao nijedan drugi klub na području bivše SFRJ. Kao zanimljivost, važno je napomenuti spomenuti izrazito veliku omiljenost Hajduka među Albancima u SFRJ, posebno na Kosovu, gdje se sklonost Hajduku može usporediti s onom u Dalmaciji.
Zanimljivost su bili i Hajdukovi povjerenici diljem bivše države koji su organizirali klubove navijača. Poznat je slučaj fotografa Rize Šurle, ulcinjskog crnca, maskote grada Ulcinja,  vatrenog navijača splitskog Hajduka koji je bio „crni povjerenik 'bijelih'”. Zabilježeno je da je zahvaljujući njegovu radu ulcinjski Hajdukov klub navijača imao neusporedivo veći broj od svih drugih klubova navijača u Ulcinju.
GfK Hrvatska proveo je 2005. godine istraživanje koje se bavilo popularnošću nogometnih klubova u Hrvatskoj i približno 24 % ispitanika navelo je Hajduk kao klub za koji navija, što je preko 1 060 000 navijača. Za Hajduk navija 76 % ljudi u Dalmaciji što je ujedno i najveći postotak podrške za neki nogometni klub u jednoj regiji te je Dalmacija daleko „najnogometnija” regija. U Istri, Primorju i Gorskom kotaru 18 % ljudi navija za Hajduk, a u Slavoniji 17 % ljudi. U regiji Lika, Kordun, Banovina Hajduk ima 17 % svojih navijača. U Zagrebu i okolici 7 % ljudi navija za Hajduk. Kad se rezultati promatraju po spolu 27 % muškaraca i 22 % žena navija za Hajduk. Učenici i studenti podjednako navijaju za za Hajduk (35 %) i Dinamo (32 %).
Godine 2010. ponovno je provedeno istraživanje, a 23 % ispitanika (1 035 000) navelo je Hajduk kao klub za koji navija.

## Vlasništvo
HNK Hajduk je 2008. godine iz udruge građana preoblikovan u športsko dioničko društvo. Iste godine su svi zainteresirani dobili priliku postati dioničari te su navijači tada kupili 2,86 % dionica.
Godinu kasnije, 2009. godine, Odlukom Uprave Hajduka o povećanju temeljnog kapitala pretvaranjem potraživanja u dionice Grad Split stiže do 56,10 % dionica. Nakon grada Splita najveći udio dionica ima DAB (Državna agencija za osiguranje štednih uloga i sanaciju banaka)  9,82 %, a iza njih fizičke osobe ili tvrtke s udjelima od 1,86 % do 5,22 %.
Kroz godine je želja navijača za stjecanjem dionica rasla te je ona jasno definirana Statutom Našeg Hajduka kao jedan od ključnih ciljeva.
Godine 2015. su se događale promjene u dioničarskoj strukturi Hajduka. Tvrtka Tommy d.o.o. je kroz otkup udjela od drugih tvrtki i fizičkih osoba stigla do 24,53 % dionica, a taj udio je 2016. godine za 35 milijuna kuna ponudila na otkup navijačima na rok od deset godina.
Naš Hajduk pristaje na tu ponudu te tako stječe 24,53 % dionica Hajduka. Do sada je svaka rata otkupa na vrijeme uplaćena tvrtki Tommy d.o.o. i prikupljeno je više od 20 milijuna kuna.
Grad Split je 12. prosinca 2017. godine povećao svoj udio na 65,92 posto nakon odluke Vlade RH da 9,82 dionica DAB – a prenesu na Grad Split što je Gradsko vijeće Grada Splita prihvatilo.
U skladu sa Statutom Našeg Hajduka, navijači nastavljaju s povećavanjem navijačkog udjela dionica u Hajduku.
Dana 6. svibnja 2021. navijači su u kratkom roku prikupili 455 026,39 kuna te kupili dodatnih 10 000 dionica odnosno 1,86 % temeljnog kapitala Hajduka od tvrtke Konstruktor inženjering d.d. u stečaju. Tom kupovinom navijači su stekli kontrolni paket od 25 % + 1 dionicu odnosno 26,39 % dionica. Kontrolni paket jamči zaštitu grba, boje dresa, Statuta te Kodeks upravljanja i demokratske izbore za Nadzorni odbor kluba.
Dana 2. prosinca 2021. tvrtka Studenac d.o.o. odlučila je kao podršku razvoju lokalne zajednice i podrške Hajduku kao klubu svojih članova Našem Hajduku donirati dodatnih 10 000 dionica, odnosno 1,86 % dionica čime je udio Našeg Hajduka u temeljnom kapitalu porastao na 28,26 %.
Šest mjeseci kasnije Naš Hajduk je dodatno povećao broj svojih dionica. Nakon što je još u listopadu 2021. godine predana ponuda za kupnju dionica tvrtke Kerum d.o.o u stečaju u vrijednosti 455 028,25 kuna, ta je ponuda i prihvaćena 11. travnja 2022. godine na Skupštini vjerovnika koja je održana na Trgovačkom sudu u Splitu. Tom kupnjom 10 000 dodatnih dionica, odnosno 1,86 % dionica Hajduka, Naš Hajduk je 2022. godine stigao do ukupno 30,12 % temeljnog kapitala Hajduka.

## Klupski uspjesi
| Natjecanja                                      | Natjecanja                 | Mjesto                     | Godinа |                            |                            |
| Nacionalna natjecanja − 40                      | Nacionalna natjecanja − 40 | Nacionalna natjecanja − 40 | Nacionalna natjecanja − 40 | Nacionalna natjecanja − 40 | Nacionalna natjecanja − 40 |
| Nacionalno prvenstvo – 18                       | Nacionalno prvenstvo – 18  | Nacionalno prvenstvo – 18  | Nacionalno prvenstvo – 18 | Nacionalno prvenstvo – 18  | Nacionalno prvenstvo – 18  |
| ----------------------------------------------- | -------------------------- | -------------------------- | --- | -------------------------- | -------------------------- |
| Prvenstvo Kraljevine SHS/Kraljevine Jugoslavije | Prvak                      | 2                          | 1927., 1929. |                            |                            |
| Prvenstvo Kraljevine SHS/Kraljevine Jugoslavije | Drugi                      | 6                          | 1924., 1928., 1930./31., 1931./32., 1932./33., 1936./1937.                                                                                                 |                            |                            |
| Prvenstvo Kraljevine SHS/Kraljevine Jugoslavije | Treći                      | 2                          | 1926., 1930. |                            |                            |
| Prvenstvo Banovine Hrvatske/NDH                 | Prvak                      | 1                          | 1940./41. |                            |                            |
| Prvenstvo Banovine Hrvatske/NDH                 | Drugi                      | 1                          | 1939./40. |                            |                            |
| Prvenstvo Banovine Hrvatske/NDH                 | Тreći                      | 0                          | / |                            |                            |
| Prvenstvo FD/NR Hrvatske                        | Prvak                      | 2                          | 1945., 1946. |                            |                            |
| Prvenstvo FD/NR Hrvatske                        | Drugi                      | 0                          | / |                            |                            |
| Prvenstvo FD/NR Hrvatske                        | Тreći                      | 0                          | / |                            |                            |
| Prvenstvo FNR/SFR Jugoslavije                   | Prvak                      | 7                          | 1950., 1952., 1954./55., 1970./71., 1973./74., 1974./75., 1978./79.                                                                                        |                            |                            |
| Prvenstvo FNR/SFR Jugoslavije                   | Drugi                      | 6                          | 1947./48., 1952./53., 1975./76., 1980./81., 1982./83., 1984./85.                                                                                           |                            |                            |
| Prvenstvo FNR/SFR Jugoslavije                   | Тreći                      | 8                          | 1948./49., 1951., 1956./57., 1960./61., 1977./78., 1981./82., 1988./89., 1989./90.                                                                         |                            |                            |
| Prvenstvo Republike Hrvatske                    | Prvаk                      | 6                          | 1992., 1993./94., 1994./95., 2000./01., 2003./04., 2004./05.                                                                                               |                            |                            |
| Prvenstvo Republike Hrvatske                    | Drugi                      | 14                         | 1992./93., 1995./96., 1996./97., 1997./1998., 1999./00., 2001./02., 2002./03., 2006./07., 2008./09., 2009./10., 2010./11., 2011./12., 2021./22., 2022./23. |                            |                            |
| Prvenstvo Republike Hrvatske                    | Тreći                      | 6                          | 1998./99., 2013./14., 2014./15., 2015./16., 2016./17., 2017./18.                                                                                           |                            |                            |
| Nacionalni kupovi – 17                          |                            |                            | |                            |                            |
| Kup FNR/SFR Jugoslavije                         | Pobjednik                  | 9                          | 1966./67., 1971./72., 1973., 1974., 1975./76., 1976./77., 1983./84., 1986./87., 1990./91.                                                                  |                            |                            |
| Kup FNR/SFR Jugoslavije                         | Finalist                   | 5                          | 1953., 1955., 1962./63., 1968./69., 1989./90. |                            |                            |
| Кup Hrvatske                                    | Pobjednik                  | 8                          | 1992./93., 1994./95., 1999./00., 2002./03., 2009./10., 2012./13., 2021./22., 2022./23.                                                                     |                            |                            |
| Кup Hrvatske                                    | Finalist                   | 5                          | 2000./01., 2004./05., 2007./08., 2008./09., 2017./18. |                            |                            |
| Osvojeni superkupovi – 5                        |                            |                            | |                            |                            |
| Superkup Hrvatske                               | Pobjednik                  | 5                          | 1992., 1992./93., 1993./94., 2003./04., 2004./05. |                            |                            |
| Superkup Hrvatske                               | Finalist                   | 5                          | 2003., 2010., 2013., 2022., 2023. |                            |                            |
| Kontinentalna natjecanja − 0                    |                            |                            | |                            |                            |
| UEFA Liga prvaka                                | Pobjednik                  | 0                          | / |                            |                            |
| UEFA Liga prvaka                                | Finalist                   | 0                          | |                            |                            |
| UEFA Liga prvaka                                | Polufinale                 | 0                          | / |                            |                            |
| UEFA Liga prvaka                                | Četvrtfinale               | 3                          | 1976. 1980. 1995. |                            |                            |
| UEFA Europska liga                              | Pobjednik                  | 0                          | / |                            |                            |
| UEFA Europska liga                              | Finalist                   | 0                          | / |                            |                            |
| UEFA Europska liga                              | Polufinale                 | 1                          | 1984. |                            |                            |
| UEFA Europska liga                              | Četvrtfinale               | 1                          | 1986. |                            |                            |
| UEFA Konferencijska liga                        | Pobjednik                  | 0                          | / |                            |                            |
| UEFA Konferencijska liga                        | Finalist                   | 0                          | / |                            |                            |
| UEFA Konferencijska liga                        | Polufinale                 | 0                          | / |                            |                            |
| UEFA Konferencijska liga                        | Četvrtfinale               | 0                          | / |                            |                            |
| UEFA Superkup                                   | Prvak                      | 0                          | / |                            |                            |
| UEFA Superkup                                   | Finalist                   | 0                          | / |                            |                            |
| UEFA Kup pobjednika kupova                      | Pobjednik                  | 0                          | / |                            |                            |
| UEFA Kup pobjednika kupova                      | Finalist                   | 0                          | / |                            |                            |
| UEFA Kup pobjednika kupova                      | Polufinale                 | 1                          | 1973. |                            |                            |
| UEFA Kup pobjednika kupova                      | Četvrtfinale               | 1                          | 1978. |                            |                            |
| Kup velesajamskih gradova                       | Pobjednik                  | 0                          | / |                            |                            |
| Kup velesajamskih gradova                       | Finalist                   | 0                          | / |                            |                            |
| Kup velesajamskih gradova                       | Polufinale                 | 0                          | / |                            |                            |
| Kup velesajamskih gradova                       | Četvrtfinale               | 0                          | / |                            |                            |
| Intertoto kup                                   | Pobjednik                  | 0                          | / |                            |                            |
| Intertoto kup                                   | Finalist                   | 0                          | / |                            |                            |
| Intertoto kup                                   | Polufinale                 | 0                          | / |                            |                            |
| Intertoto kup                                   | Četvrtfinale               | 0                          | / |                            |                            |
| Mitropa kup                                     | Pobjednik                  | 0                          | / |                            |                            |
| Mitropa kup                                     | Finalist                   | 0                          | / |                            |                            |
| Mitropa kup                                     | Polufinale                 | 0                          | / |                            |                            |
| Mitropa kup                                     | Četvrtfinale               | 0                          | / |                            |                            |
| Balkanski kup                                   | Pobjednik                  | 0                          | / |                            |                            |
| Balkanski kup                                   | Finalist                   | 0                          | / |                            |                            |
| Balkanski kup                                   | Polufinale                 | 0                          | / |                            |                            |
| Balkanski kup                                   | Četvrtfinale               | 0                          | / |                            |                            |

### Dvoranska prvenstva
- Dvoransko prvenstvo 1. HNL: (2)
  - 2007./08., 2008./09.

### Mlade kategorije
- Kadetsko prvenstvo Hrvatske: (7)
  - 1994./95., 1995./96., 1996./97., 2000./01., 2003./04., 2004./05., 2011./12.
- Juniorsko prvenstvo Hrvatske: (7)
  - 1994./95., 1996./97., 1997./98., 2003./04., 2004./05., 2011./12., 2020./21.
- Juniorsko prvenstvo SR Hrvatske: (16)
  - 1949., 1953., 1956., 1957., 1965., 1969., 1970., 1971., 1975., 1978., 1982., 1985., 1988., 1989., 1990., 1991.
- Juniorsko prvenstvo Jugoslavije: (5)
  - 1952., 1970., 1971., 1978., 1985.

## Prvačke postave
- 1911.: Buchberger, Namar, Bonetti, Zuppa, Fakač, Murat, Tudor, B. Šitić, Raunig, Lewaj i Nedoklan.

Trener: Oldrich Just
- 1912.: A. Šitić, B. Šitić, Salvi, Gazdić, Nedoklan, Tudor, Righi, Pilić, Dujmović, Nikolić, Nikola De Marchi, Kaliterna

Trener: Swagrovsky
- 1913.: godine: Sisgoreo, Salvi, De Marchi, Kaliterna, Righi, Tudor, B. Šitić, Dujmović, Tagliaferro, Gazdić i B. Nedoklan.

Trener: Otto Bohata
- 1914.: Tagliaferro, Pilić, Robert Salvi, Sisgoreo, Righi, Kaliterna, Zajiček, A. Šitić, Gazdić, Dujmović i Nedoklan.
- Treneri: Norbert Zajiček i Zdenko Jahn
- 1923.: M. Borovčić Kurir, Brajević, M. Bonačić, Dujmović, B. Šitić, Machiedo, V. Poduje, Š. Poduje, Benčić, A. Bonačić, Mihaljević, Kesić, Šuste, Rodin, Radić.

Trener: Luka Kaliterna
- 1927.: O. Gazzari, R. Gazzari, Rodin, Dujmović, V. Poduje, Kurir, Dešković, Kesić, Š. Poduje, Benčić, M. Bonačić, Markovina, A. Bonačić, V. Radić, Z. Bavčević, Marić

Trener: Luka Kaliterna
- 1928.: V. Poduje, R. Gazzari, V. Radić, Benčić, Š. Poduje, O. Gazzari, M. Borovčić Kurir, Lemešić, Rodin, Dešković, A. Bonačić, Čulić i Montana.

Trener: Luka Kaliterna
- 1929.: O. Gazzari, R. Gazzari, Ivan Montana, Rodin, V. Poduje, M. Kurir, Desković, Š. Poduje, Benčić, M. Bonačić, Lemešić, A. Bonačić, Radić, Perajica, Čulić, P. Kurir

Trener: Luka Kaliterna
- 1930.: Veljko Poduje, Ante Bonačić, Anđelko Marušić, Miroslav Dešković, Vladimir Kragić, Bartul Čulić, Leo Lemešić, Dušan Stipanović, Ljubo Benčić, Marko Mikačić, Ante Bakotić.

Treneri u ovoj sezoni bili su: Luka Kaliterna i Erwin Puschner.
- 1941.: Krstulović, Kokeza, J. Matošić, Rafanelli, Marušić, Bakotić, Alujević, Kacian, F. Matošić, Sobotka, Radovniković, Jelačić, Batinić, Lolić, Vidak, Luštica

Trener: Ljubo Benčić
- 1945.: Krstulović, Kokeza, J. Matošić, Broketa, Katnić, Luštica, Mrčić, F. Matošić, Lokošek, Andrijašević, I. Radovniković

Trener: Ljubo Benčić
- 1946.: Kokeza, Broketa, Mrčić, Batinić, Luštica, F. Matošić, J. Matošić, Lokošek, I. Radovniković, Vidak, Andrijašević, T. Radovniković, Stinčić, Čulić

Trener: Ljubo Benčić
- 1950.: Beara, Kokeza, Broketa, Mrčić, Katnić, I. Radovniković, Drvodelić, Luštica, Krstulović, F. Matošić, Vukas, Vidak,  Arapović, T. Radovniković, Andrijašević, Senauer

Trener: Luka Kaliterna
- 1952.: Beara, Kokeza, Broketa, L. Grčić, Mrčić, Luštica, Senauer, Mladinić, Andrijašević, F. Matošić, Vukas, Katnić, Krstulović, D. Grčić, Arapović, Drvodelić

Trener: Jozo Matošić
- 1954./55.: Beara, Kokeza, Radović, L. Grčić, D. Grčić, Luštica, Rebac, Vukas, Matošić, Vidošević, Senauer, Dadić, Broketa, Krstulović, Bego, Zanetić,A.Vulić

Trener: Aleksandar Tomašević
- 1970./71.: Vukčević, Džoni, Bošković, Lemešić, Buljan, Holcer, Peruzović, Vardić, Hlevnjak, Jovanić, Nadoveza, Jerković, Pavlica, Sirković, Ivković, Žutelija, Boljat, Mužinić, Gluić, Zrilić, Katalinić, Matković

Trener: Slavko Luštica
- 1973./74.: Mešković, Džoni, Rožić, Boljat, Peruzović, Holcer, Buljan, Oblak, Žungul, Mužinić, Jerković,  Šurjak, Katalinić, Jovanić, Mijač, Matković, Jurišić

Trener: Tomislav Ivić
- 1974./75.: Mešković, Džoni, Rožić, Boljat, Peruzović, Buljan, Žungul, Mužinić, Jovanić, Mijač, Jerković, Šurjak, Katalinić, Luketin, Kurtela, Šalov, Oblak, Šimunić, Matković, Holcer

Trener: Tomislav Ivić
- 1978./79.: Budinčević, Zo. Vujović, Luketin, Primorac, Rožić, Zl. Vujović,  Peruzović, Mužinić, Boriša Đorđević, Šurjak, Žungul, Jovanić, Krstičević, Šalov, Čop, Boljat, Ćosić, Katalinić

Trener: Tomislav Ivić
- 1992.: Slavica, Vladislavić, Novaković, Štimac, Abazi, S. Bilić, Jeličić, Miše, Mornar, Vučević, Kozniku, Mihačić, Andrijašević, Ivica, Španjić, Osibov

Trener: Stanko Poklepović
- 1993./94.: Mihačić, Vladislavić, Mladinić, Španjić, Hibić,  Pralija, Rapaić, Miše, Erceg, Računica,  Kozniku, Butorović, Vulić, Mornar, Balajić, Osibov

Trener: Ivan Katalinić
- 1994./95.: Gabrić, Butorović, Peršon, Hibić, Štimac, Andrijašević, Vulić, Rapaić, Mornar, Asanović, Meštrović, Slavica, Računica, Pralija, Erceg, Vučević

Trener: Ivan Katalinić
- 2000./01.: Pletikosa, Miladin, Rendulić, Sablić, Carević, Miše, Đolonga, Đuzelov, Musa, Leko, Deranja, Bošnjak, Andrić, Bubalo, M. Bilić, Lalić

Trener: Petar Nadoveza, Zoran Vulić
- 2003./04.: Balić, Miladin, Vuković, Vejić, Rukavina, Neretljak, Blatnjak, Carević, Andrić, Bule, Pralija, Krpan, Turković, Deranja

Trener:  Zoran Vulić, Petar Nadoveza
- 2004./05.: Kale, Balić, Vejić, Rukavina, Vučko, Žilić, Đolonga, Bartulović, Šuto, Damjanović, Pralija, Leko, Kranjčar, Biščević, Munhoz, Bušić, Blatnjak, Lovrek, Rački, Turković, Dragičević

Treneri: Ivan Katalinić, Blaž Slišković, Igor Štimac

## Hajduk u završnicama kupa
| Sezona          | Pobjednik             | Finalist              | Rezultat       | Grad / Stadion          |
| --------------- | --------------------- | --------------------- | -------------- | ----------------------- |
| Kup Jugoslavije |                       |                       |                |                         |
| 1953.           | BSK Beograd 3         | Hajduk                | 2:0            | Beograd / JNA           |
| 1955.           | BSK Beograd 3         | Hajduk                | 2:0            | Beograd / JNA           |
| 1962./63.       | Dinamo Zagreb         | Hajduk                | 4:1            | Beograd / JNA           |
| 1966./67.       | Hajduk                | Sarajevo              | 2:1            | Split / Stari plac      |
| 1968./69.       | Dinamo Zagreb         | Hajduk                | 3:2            | Beograd / JNA           |
| 1968./69.       | Dinamo Zagreb         | Hajduk                | 3:0            | Beograd / JNA           |
| 1971./72.       | Hajduk                | Dinamo Zagreb         | 2:1            | Beograd / JNA           |
| 1973.           | Hajduk                | Crvena zvezda Beograd | 1:1            | Split / Stari plac      |
| 1973.           | Hajduk                | Crvena zvezda Beograd | 2:1            | Beograd / Crvena zvezda |
| 1974.           | Hajduk                | Borac Banja Luka      | 1:0            | Beograd / JNA           |
| 1975./76.       | Hajduk                | Dinamo Zagreb         | 1:0            | Beograd / Crvena zvezda |
| 1976./77.       | Hajduk                | Budućnost Titograd 4  | 2:0            | Beograd / Crvena zvezda |
| 1983./84.       | Hajduk                | Crvena zvezda Beograd | 2:1            | Split / Poljud          |
| 1983./84.       | Hajduk                | Crvena zvezda Beograd | 0:0            | Beograd / Crvena zvezda |
| 1986./87.       | Hajduk                | Rijeka                | 1:1 (9:8 11 m) | Beograd / JNA           |
| 1989./90.       | Crvena zvezda Beograd | Hajduk                | 1:0            | Beograd / JNA           |
| 1990./91.       | Hajduk                | Crvena zvezda Beograd | 1:0            | Beograd / JNA           |
| Kup Hrvatske    |                       |                       |                |                         |
| 1992./93.       | Hajduk                | Croatia Zagreb 1      | 4:1            | Split / Poljud          |
| 1992./93.       | Hajduk                | Croatia Zagreb 1      | 1:2            | Zagreb / Maksimir       |
| 1994./95.       | Hajduk                | Croatia Zagreb 1      | 3:2            | Split / Poljud          |
| 1994./95.       | Hajduk                | Croatia Zagreb 1      | 1:0            | Zagreb / Maksimir       |
| 1999./00.       | Hajduk                | Dinamo Zagreb         | 2:0            | Split / Poljud          |
| 1999./00.       | Hajduk                | Dinamo Zagreb         | 0:1            | Zagreb / Maksimir       |
| 2000./01.       | Dinamo Zagreb         | Hajduk                | 2:0            | Zagreb / Maksimir       |
| 2000./01.       | Dinamo Zagreb         | Hajduk                | 1:0            | Split / Poljud          |
| 2002./03.       | Hajduk                | Uljanik Pula 2        | 1:0            | Pula / Aldo Drosina     |
| 2002./03.       | Hajduk                | Uljanik Pula 2        | 4:0            | Split / Poljud          |
| 2004./05.       | Rijeka                | Hajduk                | 2:1            | Rijeka / Kantrida       |
| 2004./05.       | Rijeka                | Hajduk                | 1:0            | Split / Poljud          |
| 2007./08.       | Dinamo Zagreb         | Hajduk                | 3:0            | Zagreb / Maksimir       |
| 2007./08.       | Dinamo Zagreb         | Hajduk                | 0:0            | Split / Poljud          |
| 2008./09.       | Dinamo Zagreb         | Hajduk                | 3:0            | Zagreb / Maksimir       |
| 2008./09.       | Dinamo Zagreb         | Hajduk                | 0:3 (4:3 11 m) | Split / Poljud          |
| 2009./10.       | Hajduk                | Šibenik               | 2:1            | Split / Poljud          |
| 2009./10.       | Hajduk                | Šibenik               | 2:0            | Šibenik / Šubićevac     |
| 2012./13.       | Hajduk                | Lokomotiva Zagreb     | 2:1            | Split / Poljud          |
| 2012./13.       | Hajduk                | Lokomotiva Zagreb     | 3:3            | Zagreb / Maksimir       |
| 2017./18.       | Dinamo Zagreb         | Hajduk                | 1:0            | Vinkovci / Cibalia      |
| 2021./22.       | Hajduk                | Rijeka                | 3:1            | Split / Poljud          |
| 2022./23.       | Hajduk                | Šibenik               | 2:0            | Rijeka / Rujevica       |

Napomene za imena klubova:

 1 Croatia je današnji Dinamo

2 Uljanik je današnja Istra 1961 

3' BSK je današnji OFK 

4 grad Podgorica se zvala Titograd za vrijeme trajanja FNRJ / SFRJ 

## Hajduk u europskim natjecanjima

### Nastupi
- 1967./68., Kup pobjednika kupova:
  - 1. kolo: Hajduk –  Tottenham 0:2, 3:4
- 1970./71., Kup velesajamskih gradova:
  - 1. kolo: Hajduk –  Slavija Sofija 3:0, 0:1
  - 2. kolo:  Vitória Setúbal – Hajduk 2:0, 1:2
- 1971./72. Kup prvaka:
  - Pretkolo:  Valencia – Hajduk 0:0, 1:1
- 1972./73. Kup pobjednika kupova:
  - 1. kolo: Hajduk –  Fredrikstad 1:0, 1:0
  - 2. kolo:  Wrexham – Hajduk 3:1, 0:2
  - Četvrtfinale:  Hibernian – Hajduk 4:2, 0:3
  - Polufinale:  Leeds United – Hajduk 1:0, 0:0
- 1974./75. Kup prvaka:
  - 1. kolo: Hajduk –  Keflavik 7:1, 2:0
  - 2. kolo: Hajduk –  Saint-Étienne 4:1, 1:5
- 1975./76. Kup prvaka:
  - 1. kolo:  Floriana – Hajduk 0:5, 0:3
  - 2. kolo: Hajduk –  Molenbeek 4:0, 3:2
  - Četvrtfinale: Hajduk –  PSV Eindhoven 2:0, 0:3
- 1976./77. Kup pobjednika kupova:
  - 1. kolo:  Lierse – Hajduk 1:0, 0:3
  - 2. kolo:  Atlético Madrid – Hajduk 1:0, 2:1
- 1977./78. Kup pobjednika kupova:
  - 1. kolo:  Dundalk – Hajduk 1:0, 0:4
  - 2. kolo:  Diósgyőr – Hajduk 2:1, 1:2 (11 m – 4:6)
  - Četvrtfinale:  Austria Beč – Hajduk 1:1, 1:1 (11 m – 4:0)
- 1978./79. Kup UEFA:
  - 1. kolo: Hajduk –  Rapid Beč 2:0, 1:2
  - 2. kolo: Hajduk –  Arsenal 2:1, 0:1
- 1979./80. Kup prvaka:
  - 1. kolo: Hajduk –  Trabzonspor 1:0, 1:0
  - 2. kolo:  Vejle – Hajduk 0:3, 2:1
  - Četvrtfinale:  HSV – Hajduk 1:0, 2:3
- 1981./82. Kup UEFA:
  - 1. kolo: Hajduk –  VfB Stuttgart 3:1, 2:2
  - 2. kolo:  Beveren – Hajduk 2:3, 2:1
  - 3. kolo:  Valencia – Hajduk 5:1, 1:4
- 1982./83. Kup UEFA:
  - 1. kolo:  Zurrieq – Hajduk 1:4, 0:4
  - 2. kolo: Hajduk –  Bordeaux 4:1, 0:4
- 1983./84. Kup UEFA:
  - 1. kolo:  Universitatea – Hajduk 1:0, 0:1
  - 2. kolo:  Honved – Hajduk 3:2, 0:3
  - 3. kolo:  (onda dio ) Radnički – Hajduk 0:2, 0:2
  - Četvrtfinale:  Sparta Prag – Hajduk 1:0, 0:2
  - Polufinale: Hajduk –  Tottenham 2:1, 0:1
- 1984./85. Kup pobjednika kupova:
  - 1. kolo:  (onda kao ) Dinamo Moskva – Hajduk 1:0, 5:2
- 1985./86. Kup UEFA:
  - 1. kolo: Hajduk –  Metz 5:1, 2:2
  - 2. kolo:  Torino – Hajduk 1:1, 1:3
  - 3. kolo:  (onda kao ) Dnjipro – Hajduk 0:1, 0:2
  - Četvrtfinale: Hajduk –  Waregem 1:0, 0:1
- 1986./87. Kup UEFA:
  - 1. kolo:  OFI – Hajduk 1:0, 0:4
  - 2. kolo: Hajduk –  Trakija 3:1, 2:2
  - 3. kolo:  Dundee United – Hajduk 2:0, 0:0
- 1987./88. Kup pobjednika kupova:
  - 1. kolo:  Aalborg – Hajduk 1:0, 0:1 (11 m – 2:4)
  - 2. kolo:  Olympique Marseille – Hajduk 4:0, 3:0
    - Zbog divljanja publike i bacanja suzavca na teren u uzvratnoj utakmici na Poljudu klub je kažnjen zabranom nastupa u Europi sljedeće dvije godine. Utakmica na kojoj je rezultat bio 2:0 za Hajduk registrirana je rezultatom 3:0 za Marseille.
- 1991./92. Kup pobjednika kupova:
  - 1. kolo: Hajduk –  Tottenham 1:0, 0:2
    - Domaći susret Hajduk je, zbog Domovinskog rata, igrao u Linzu.
- 1993./94. Kup pobjednika kupova:
  - 1. kolo: Hajduk –  Ajax 1:0, 0:6
    - Domaći susret Hajduk je, zbog Domovinskog rata, igrao u Ljubljani.
- 1994./95. Liga prvaka:
  - Pretkolo:  Legia – Hajduk 0:1, 0:4
    - Skupina C:

  - Hajduk –  Benfica 0:0 (0:0)
  -  Steaua – Hajduk 0:1 (0:0)
  - Hajduk –  Anderlecht 2:1 (1:0)
  -  Anderlecht – Hajduk 0:0 (0:0)
  -  Benfica – Hajduk 2:1 (1:0)
  - Hajduk –  Steaua 1:4 (0:3)
    - 1.  S.L. Benfica 9
    - 2.  Hajduk 6
    - 3.  Steaua 5
    - 4.  R.S.C. Anderlecht 4

  - Četvrtfinale: Hajduk –  Ajax 0:0, 0:3
- 1995./96. Liga prvaka:
  - Pretkolo:  Panathinaikos – Hajduk 0:0, 1:1
    - Domaću utakmicu Hajduk je igrao u Rijeci, zbog pritiska grčkog kluba radi izbjegavanja (navodne) ratne opasnosti.
- 1996./97. Kup UEFA:
  - 1. pretkolo:  Zimbru – Hajduk 0:4, 1:2
  - 2. pretkolo: Hajduk –  Torpedo Moskva 1:0, 0:2
- 1997./98. Kup UEFA:
  - 1. pretkolo:  Grevenmacher – Hajduk 1:4, 0:2
  - 2. pretkolo: Hajduk –  Malmö 3:2, 2:0
  - 1. kolo:  Schalke 04 – Hajduk 2:0, 3:2
- 1998./99. Kup UEFA:
  - 2. pretkolo: Hajduk –  Malmö 1:1, 2:1
  - 1. kolo:  Fiorentina – Hajduk 2:1, 0:0
- 1999./00. Kup UEFA:
  - 2. pretkolo: Hajduk –  F91 Dudelange 5:0, 1:1
  - 1. kolo: Hajduk –  Levski Sofija 0:0, 0:3
- 2000./01. Liga prvaka:
  - 2. pretkolo: Hajduk –  Dunaferr 0:2, 2:2
- 2001./02. Liga prvaka:
  - 2. pretkolo:  Ferencváros – Hajduk 0:0, 0:0 (11 m – 5:6)
  - 3. pretkolo: Hajduk –  Mallorca 1:0, 0:2
- Kup UEFA:
  - 1. kolo: Hajduk –  Wisla Krakow 2:2, 0:1
- 2002./03. Kup UEFA:
  - 2. pretkolo: Hajduk –  GÍ Gøta 3:0, 6:0
  - 1. kolo: Hajduk –  Fulham 0:1, 2:2
- 2003./04. Kup UEFA:
  - 2. pretkolo:  Haka – Hajduk 2:1, 0:1
  - 1. kolo:  Grasshopper – Hajduk 1:1, 0:0
  - 2. kolo:  Roma – Hajduk 1:0, 1:1
- 2004./05. Liga prvaka:
  - 2. pretkolo: Hajduk –  Shelbourne 3:2, 0:2
- 2005./06. Liga prvaka:
  - 2. pretkolo:  Debrecen – Hajduk 3:0, 5:0
- 2007./08. Kup UEFA:
  - 1. pretkolo:  Budućnost – Hajduk 1:1, 0:1
  - 2. pretkolo: Hajduk –  Sampdoria 0:1, 1:1
- 2008./09. Kup UEFA:
  - 1. pretkolo: Hajduk –  Birkirkara 4:0, 3:0
  - 2. pretkolo:  Deportivo – Hajduk 0:0, 2:0
- 2009./10. UEFA Europska liga:
  - 3. pretkolo:  Žilina – Hajduk 1:1, 1:0
- 2010./11. UEFA Europska liga:
  - Pretkola:
  - 3. pretkolo:  Dinamo (B) – Hajduk 3:1, 0:3
  - 4. pretkolo: Hajduk –  Unirea 4:1, 1:1
    - Skupina G :

  - 1. kolo:  AEK – Hajduk 3:1
  - 2. kolo: Hajduk –  Anderlecht 1:0
  - 3. kolo:  FC Zenit – Hajduk 2:0
  - 4. kolo: Hajduk –  FC Zenit 2:3
  - 5. kolo: Hajduk –  AEK 1:3
  - 6. kolo:  Anderlecht – Hajduk 2:0
- 2011./12. UEFA Europska liga:
  - 3. pretkolo:  Stoke City – Hajduk 1:0, 1:0
- 2012./13. UEFA Europska liga:
  - 2. pretkolo: Hajduk –  Skonto 2:0, 0:1
  - 3. pretkolo: Hajduk –  Inter 0:3, 2:0
- 2013./14. UEFA Europska liga:
  - 2. pretkolo: Hajduk –  Horizont Turnovo 2:1, 1:1
  - 3. pretkolo: Hajduk –  Dila Gori 0:1, 0:1
- 2014./15. UEFA Europska liga:
  - 2. pretkolo:  Dundalk – Hajduk 0:2, 2:1
  - 3. pretkolo:  Šahter Karaganda – Hajduk 4:2, 0:3
  - 4. pretkolo:  Dnjipro Dnjipropetrovsk – Hajduk 2:1, 0:0
- 2015./16. UEFA Europska liga:
  - 1. pretkolo:  Sillamäe Kalev – Hajduk 1:1, 2:6
  - 2. pretkolo:  Koper – Hajduk 3:2, 1:4
  - 3. pretkolo: Hajduk –  Strømsgodset 2:0, 2:0
  - 4. pretkolo:  Slovan Liberec – Hajduk 1:0, 1:0
- 2016./17. UEFA Europska liga:
  - 2. pretkolo:  CSMS Iași – Hajduk 2:2, 1:2
  - 3. pretkolo:  Oleksandrija – Hajduk 0:3, 1:3
  - 4. pretkolo:  Maccabi Tel-Aviv – Hajduk 2:1, 1:2 (11 m – 4:3)
- 2017./18. UEFA Europska liga:
  - 2. pretkolo: Hajduk –  Levski Sofija 1:0, 2:1
  - 3. pretkolo:  Brøndby – Hajduk  0:0, 0:2
  - 4. pretkolo:  Everton – Hajduk 2:0, 1:1
- 2018./19. UEFA Europska liga:
  - 2. pretkolo: Hajduk –  Slavija Sofija 1:0, 3:2
  - 3. pretkolo: Hajduk –  FCSB 0:0, 1:2
- 2019./20. UEFA Europska liga:
  - 2. pretkolo:  Gżira United – Hajduk 0:2, 3:1
- 2020./21. UEFA Europska liga:
  - 2. pretkolo:  Renova – Hajduk 0:1
  - 3. pretkolo:  Galatasaray – Hajduk 2:0
- 2021./22. Konferencijska liga:
  - 2. pretkolo: Hajduk –  Tobol Kostanay 2:0, 1:4
- 2022./23. Konferencijska liga:
  - 3. pretkolo: Hajduk –  Vitória de Guimarães 3:1, 0:1
  - 4. pretkolo:  Villarreal – Hajduk 4:2, 2:0
- 2023./24. Konferencijska liga:
  - 3. pretkolo: Hajduk –  PAOK 0:0, 0:3
- 2024./25. Konferencijska liga:
  - 2. pretkolo: Hajduk –  HB 2:0, 0:0
  - 3. pretkolo:  Ružomberok – Hajduk 0:0, 1:0
  - 2025./26. Konferencijska liga:
  - 2. pretkolo:  Zira – Hajduk 1:1, 1:2
  - 3. pretkolo: Hajduk –  Dinamo City

### Statistika
- Dosad je u 221 službena međunarodna susreta Hajduk zabilježio 97 pobjeda, 41 neodlučenim ishodom i 83 poraza. Gol-razlika je pozitivna, s 321 postignuta i 269 primljena pogotka.
- Najbolji klupski strijelac u europskim kupovima je Zlatko Vujović s 19 pogodaka.
- Igrač s najviše nastupa za Hajduk u europskim kupovima je Vedran Rožić s 49 nastupa.
- Najviše se puta, čak 8, Hajduk susretao s klubovima iz Engleske i pritom ima negativan skor od 3 pobjede, 3 neodlučena ishoda i 10 poraza, uz to da nikada nije uspio proći u sljedeće kolo.
- U dosadašnjim su susretima „Bili” bar jednom uspjeli pobijediti nekog predstavnika iz svih država s kojima su igrali, s izuzetkom Švicarske (2 neriješene s Grasshoppersima), Slovačke (2 poraza i 2 neriješena rezultata s ukupnim rezultatima 2:1 sa Žilinom i 1:0 sa Ružomberokom) i Gruzije (dva poraza od 1:0 s Dilom).
- Na Poljud u europskim službenim međunarodnim natjecanjima nisu dolazili predstavnici iz Litve, Sjeverne Irske, Bjelorusije, Bosne i Hercegovine, Lihtenštajna, San Marina, Andore, Kosova i Gibraltara.

## Igrači i treneri
Pored igrača iz Hrvatske, u Hajduku su igrali i igrači iz Bosne i Hercegovine, Slovenije, Crne Gore, Srbije, Makedonije, Albanije, Italije (iako Hrvat, vratar Otmar Gazzari imao je talijansko državljanstvo), Češke, Rusije, Liberije, Australije, Kanade, Austrije, Urugvaja, Mađarske, Rumunjske, Portugala, Obale Bjelokosti, Gruzije, Ukrajine, Uzbekistana, Brazila, Kameruna itd. od kojih su neki mnogi igrali i za reprezentacije svojih država.
Od trenera iz Hrvatske, Hajduka su trenirali i treneri iz Češke, Mađarske, Bosne i Hercegovine, Srbije, Austrije, Bugarske i Italije, od kojih su neki bili i treneri predstavničkih vrstâ svojih i drugih zemalja i velikih klubova općenito. Osim Hrvatske i Jugoslavije, bivši treneri Hajduka vodili su i nacionalne reprezentacije Bosne i Hercegovine, Bugarske, Egipta, Indije, Iraka, Irana, Izraela, Libanona, Švicarske, Tunisa, Ujedinjenih Arapskih Emirata, te klubova kao što su Ajax, Bayern München, Benfica, Feyenoord, Olympique Marseille, Atlético Madrid, Porto, Borussia Dortmund, Anderlecht, Valencia, VfB Stuttgart, 	Lazio, Eintracht Braunschweig, Hamburg SV, Panathinaikos, Monaco, Napoli, Sporting Lisabon, West Ham, Eintracht Frankfurt, Nantes, Torino, Fenerbahçe, Galatasaray, Beşiktaş, Genoa, Standard Liège, Grasshopper, Kaiserslautern, Basel, PAOK, Bologna, Verona, Aris, Levski Sofija, Colo Colo, Independiente Santa Fe, Club América, Ferencváros, Brescia, Cagliari, Real Valladolid, Real Betis, UD Las Palmas, RCD Mallorca, Nice, Nimes Olympique, Lokomotiv Moskva, SK Rapid, Dinamo Tirana, Unirea Alba Iulia, Luč-Energija Vladivostok i mnogi drugi.
Od poznatih osoba koje su bile u Hajdukovim mlađim kategorijama, a nisu nikad došle do prve postave, valja spomenuti hrvatskog akademika Davorina Rudolfa.

## Najznačajniji igrači
| Vratari | Vratari | Vratari         | Vratari                     |                  |         |
| Broj    | Drž.    | Igrač           | Vrijeme u Hajduku           | Nastupi (golovi) | Položaj |
| ------- | ------- | --------------- | --------------------------- | ---------------- | ------- |
| 1       |         | Vladimir Beara  | 1947. – 1955.               | 136 (0)          | vratar  |
| 1       |         | Ante Vulić      | 1951. – 1962.               | 116 (14)         | vratar  |
| 1       |         | Ivan Katalinić  | 1971. – 1979.               | 122 (0)          | vratar  |
| 1       |         | Ivan Pudar      | 1979. – 1990.               | 157 (0)          | vratar  |
| 1       |         | Zoran Simović   | 1980. – 1984.               | 83 (0)           | vratar  |
| 1       |         | Tonči Gabrić    | 1986. – 1987./1994. – 1999. | 104 (0)          | vratar  |
| 1       |         | Stipe Pletikosa | 1997. – 2003./2005. – 2006. | 162 (4)          | vratar  |

| Braniči | Braniči | Braniči        | Braniči                     |                  |                     |
| Broj    | Drž.    | Igrač          | Vrijeme u Hajduku           | Nastupi (golovi) | Položaj             |
| ------- | ------- | -------------- | --------------------------- | ---------------- | ------------------- |
|         |         | Jozo Matošić   | 1931. – 1941.               | 187 (27)         | lijevi bek          |
| 5       |         | Slavko Luštica | 1940. – 1956.               | 226 (19)         | obrambeni igrač     |
| 5       |         | Dragan Holcer  | 1967. – 1975.               | 214 (0)          | stoper              |
| 2       |         | Vilson Džoni   | 1967. – 1977.               | 207 (8)          | desni branič        |
| 6       |         | Ivan Buljan    | 1967. – 1977.               | 194 (14)         | obrambeni igrač     |
| 4       |         | Luka Peruzović | 1969. – 1980./1986. – 1988. | 244 (9)          | stoper              |
| 11      |         | Robert Jarni   | 1986. – 1991.               | 127 (16)         | lijevi branič/vezni |
| 6       |         | Slaven Bilić   | 1988. – 1993./2000.         | 116 (12)         | stoper              |

| Vezni igrači | Vezni igrači | Vezni igrači    | Vezni igrači                      |                  |              |
| Broj         | Drž.         | Igrač           | Vrijeme u Hajduku                 | Nastupi (golovi) | Položaj      |
| ------------ | ------------ | --------------- | --------------------------------- | ---------------- | ------------ |
| 10           |              | Jiří Sobotka    | 1940. – 1941.                     | 34 (17)          | lijevi vezni |
| 6            |              | Ante Žanetić    | 1955. – 1960.                     | 115 (11)         | half         |
| 10           |              | Jurica Jerković | 1968. – 1978.                     | 250 (74)         | lijevi vezni |
| 8            |              | Dražen Mužinić  | 1971. – 1980.                     | 280 (13)         | vezni igrač  |
| 9            |              | Branko Oblak    | 1973. – 1975.                     | 35 (9)           | vezni igrač  |
| 4            |              | Ivan Gudelj     | 1977. – 1986.                     | 180 (38)         | vezni igrač  |
| 11           |              | Zoran Vulić     | 1979. – 1988./1993. – 1995.       | 214 (31)         | vezni igrač  |
| 8            |              | Blaž Slišković  | 1981. – 1986.                     | 101 (21)         | desni vezni  |
| 10           |              | Aljoša Asanović | 1984. – 1990./1994. – 1995./2000. | 177 (42)         | lijevi vezni |
| 11           |              | Milan Rapaić    | 1991. – 1996./2003.               | 98 (23)          | lijevi vezni |
| 11           |              | Darijo Srna     | 1999. – 2003.                     | 64 (4)           | desni vezni  |

| Napadači | Napadači | Napadači        | Napadači                                  |                  |         |
| Broj     | Drž.     | Igrač           | Vrijeme u Hajduku                         | Nastupi (golovi) | Položaj |
| -------- | -------- | --------------- | ----------------------------------------- | ---------------- | ------- |
|          |          | Ljubo Benčić    | 1921. – 1935.                             | 71 (42)          | napadač |
|          |          | Vladimir Kragić | 1929. – 1940.                             | 137 (78)         | napadač |
| 10       |          | Frane Matošić   | 1935. – 1939./1940. – 1941./1944. – 1956. | 270 (179)        | napadač |
| 10       |          | Bernard Vukas   | 1947. – 1957./1959. – 1963.               | 267 (94)         | napadač |
| 9        |          | Andrija Anković | 1958. – 1966.                             | 153 (64)         | napadač |
| 9        |          | Petar Nadoveza  | 1963. – 1973.                             | 215 (107)        | napadač |
| 11       |          | Ivica Šurjak    | 1971. – 1981.                             | 268 (56)         | napadač |
| 7        |          | Slaviša Žungul  | 1971. – 1979.                             | 177 (82)         | napadač |
| 7        |          | Zlatko Vujović  | 1976. – 1986.                             | 240 (100)        | napadač |
| 11       |          | Alen Bokšić     | 1987. – 1991.                             | 95 (27)          | napadač |
| 11       |          | Ardian Kozniku  | 1990. – 1994.                             | 97 (44)          | napadač |

## Igrači Hajduka sa 100 i više pogodaka
| Broj | Država | Igrač           | Zgoditci | Nastupi |
| ---- | ------ | --------------- | -------- | ------- |
| 1.   |        | Frane Matošić   | 729      | 739     |
| 2.   |        | Leo Lemešić     | 455      | 491     |
| 3.   |        | Ljubomir Benčić | 355      | 353     |
| 4.   |        | Bernard Vukas   | 300      | 615     |
| 5.   |        | Petar Nadoveza  | 296      | 460     |
| 6.   |        | Vladimir Kragić | 266      | 354     |
| 7.   |        | Andrija Anković | 250      | 326     |
| 8.   |        | Ivica Hlevnjak  | 237      | 665     |
| 9.   |        | Joško Vidošević | 228      | 349     |
| 10.  |        | Jurica Jerković | 219      | 529     |

- Frane Matošić 729 u 739 nastupa; apsolutni rekorder
- Leo Lemešić 455 u 491 nastup
- Ljubomir Benčić 355 u 353 nastupa
- Bernard Vukas 300 u 615 nastupa
- Petar Nadoveza 296 u 460 nastupa
- Vladimir Kragić 266 u 354 nastupa
- Andrija Anković, 250 u 326 nastupa
- Ivica Hlevnjak 237 u 665 nastupa
- Joško Vidošević 228 u 349 nastupa
- Jurica Jerković 219 u 529 nastupa
- Slaviša Žungul 182 u 342 nastupa
- Zlatko Vujović 182 u 420 nastupa
- Zvonko Bego 173 u 375 nastupa
- Zlatko Papec 167 u 366 nastupa
- Ivo Radovniković 160 u 475 nastupa
- Mirko Bonačić 157 u 203 nastupa
- Vojko Andrijašević, 154 u 294 nastupa
- Ivica Šurjak 141 u 504 nastupa
- Vladimir Šenauer 132 u 471 nastup
- Božidar Šitić 125 u 144 nastupa
- Tomislav Erceg 123 u 296 nastupa
- Branko Viđak 120 u 235 nastupa
- Stane Krstulović 119 u 305 nastupa
- Ante Bonačić 118 u 253 nastupa
- Aljoša Asanović 108 u 356 nastupa
- Nikola Gazdić 106 u 91 nastup; 1. legenda; 1. preko 100 golova
- Zvonimir Deranja 105 u 276 nastupa; pamti se po golovima škaricama
- Ante Bakotić 100 u 133 nastupa
- Sulejman Rebac 100 u 168 nastupa

## Treneri kroz povijest
| 1911. – 1992. | 1911. – 1992. | 1911. – 1992.        | 1911. – 1992.                   |
| Razdoblje     | Drž.          | Trener               | Uspjesi                         |
| ------------- | ------------- | -------------------- | ------------------------------- |
| 1911.         |               | Oldrich Just         |                                 |
| 1912.         |               | Josip Šwagrovsky     |                                 |
| 1913.         |               | Otto Bohata          |                                 |
| 1914.         |               | Norbert Zajiček      |                                 |
| 1915. – 1918. |               | Zdenko Jahn          |                                 |
| 1919.         |               | Karel Stiasny        |                                 |
| 1920.         |               | Rudolf Štapl         |                                 |
| 1920.         |               | Frano Zoubek         |                                 |
| 1921.         |               | Franz Mantler        |                                 |
| 1922.         |               | Jindrich Šoltis      |                                 |
| 1922.         |               | Vaclav Pinc          |                                 |
| 1923.         |               | Jaroslav Bohata      |                                 |
| 1923. – 1930. |               | Luka Kaliterna       | 2 prvenstva                     |
| 1930.         |               | Erwin Puschner       |                                 |
| 1930. – 1936. |               | Luka Kaliterna       |                                 |
| 1936.         |               | Ante Blažević        |                                 |
| 1937.         |               | Karel Senecky        |                                 |
| 1937.         |               | Luka Kaliterna       |                                 |
| 1938. – 1939. |               | Iles Spitz           |                                 |
| 1939. – 1940. |               | Ljubo Benčić         |                                 |
| 1940.         |               | Jiří Sobotka         |                                 |
| 1940.         |               | Ljubo Benčić         |                                 |
| 1941.         |               | Jiří Sobotka         | 1 prvenstvo                     |
| 1941. – 1948. |               | Ljubo Benčić         | 3 prvenstva                     |
| 1948. – 1951. |               | Luka Kaliterna       | 1 prvenstvo                     |
| 1951.         |               | Branko Bakotić       |                                 |
| 1952. – 1954. |               | Jozo Matošić         | 1 prvenstvo                     |
| 1954. – 1955. |               | Aleksandar Tomašević | 1 prvenstvo                     |
| 1955. – 1956. |               | Ljubo Benčić         |                                 |
| 1956. – 1958. |               | Frane Matošić        |                                 |
| 1958. – 1959. |               | Ive Radovniković     |                                 |
| 1959. – 1961. |               | Milovan Ćirić        |                                 |
| 1961. – 1962. |               | Leo Lemešić          |                                 |
| 1962.         |               | Florijan Matekalo    |                                 |
| 1963.         |               | Lenko Grčić          |                                 |
| 1963. – 1964. |               | Milovan Ćirić        |                                 |
| 1964.         |               | Ozren Nedoklan       |                                 |
| 1965.         |               | Frane Matošić        |                                 |
| 1965. – 1969. |               | Dušan Nenković       | 1 nacionalni kup                |
| 1969. – 1971. |               | Slavko Luštica       | 1 prvenstvo                     |
| 1972.         |               | Tomislav Ivić        | 1 nacionalni kup                |
| 1972.         |               | Branko Zebec         |                                 |
| 1973. – 1976. |               | Tomislav Ivić        | 3 nacionalna kupa i 2 prvenstva |
| 1976. – 1977. |               | Josip Duvančić       | 1 nacionalni kup                |
| 1977. – 1978. |               | Vlatko Marković      |                                 |
| 1978. – 1980. |               | Tomislav Ivić        | 1 prvenstvo                     |
| 1980. – 1982. |               | Ante Mladinić        |                                 |
| 1982. – 1984. |               | Petar Nadoveza       | 1 nacionalni kup                |
| 1984. – 1985. |               | Stanko Poklepović    |                                 |
| 1986.         |               | Sergije Krešić       |                                 |
| 1986. – 1987. |               | Joško Skoblar        | 1 nacionalni kup                |
| 1987.         |               | Marin Kovačić        |                                 |
| 1987.         |               | Ivan Vucov           |                                 |
| 1988. – 1989. |               | Petar Nadoveza       |                                 |
| 1990.         |               | Luka Peruzović       |                                 |
| 1991. – 1992. |               | Joško Skoblar        | 1 nacionalni kup                |

| HNL                   | HNL  | HNL               | HNL                              |          |        |
| Razdoblje             | Drž. | Trener            | Uspjesi                          | HNL/kup  | Europa |
| --------------------- | ---- | ----------------- | -------------------------------- | -------- | ------ |
| 1992., 1992./93.      |      | Stanko Poklepović | 1 prvenstvo, 1 superkup          | 29-17-5  | 1-0-1  |
| 1992./93. – 1995./96. |      | Ivan Katalinić    | 2 prvenstva, 2 kupa, 2 superkupa | 71-27-15 | 5-5-4  |
| 1995./96.             |      | Mirko Jozić       |                                  | 13-3-4   |        |
| 1996./97.             |      | Ivan Buljan       |                                  | 20-7-7   | 3-0-1  |
| 1997./98.             |      | Luka Bonačić      |                                  | 9-0-1    | 4-0-2  |
| 1997./98.             |      | Tomislav Ivić     |                                  | 3-1-0    |        |
| 1997./98.             |      | Luka Bonačić      |                                  | 7-3-7    |        |
| 1997./98.             |      | Zoran Vulić       |                                  | 1-2-3    |        |
| 1998./99., 1999./00.  |      | Ivan Katalinić    |                                  | 27-11-8  | 2-4-2  |
| 1999./00.             |      | Ivica Matković    |                                  | 13-8-3   |        |
| 1999./00., 2000./01.  |      | Petar Nadoveza    | 1 nacionalni kup                 | 6-3-4    | 0-1-1  |
| 2000./01.             |      | Zoran Vulić       | 1 prvenstvo                      | 22-7-7   |        |
| 2001./02.             |      | Nenad Gračan      |                                  | 12-2-2   | 1-3-2  |
| 2001./02.             |      | Slaven Bilić      |                                  | 11-4-2   |        |
| 2002./03., 2003./04.  |      | Zoran Vulić       | 1 nacionalni kup                 | 53-9-11  | 3-4-3  |
| 2003./04.             |      | Petar Nadoveza    | 1 prvenstvo, 1 superkup          | 3-0-0    |        |
| 2004./05.             |      | Ivan Katalinić    |                                  | 2-1-2    | 1-0-1  |
| 2004./05.             |      | Blaž Slišković    |                                  | 14-3-6   |        |
| 2004./05.             |      | Igor Štimac       | 1 prvenstvo                      | 4-5-3    |        |
| 2005./06.             |      | Miroslav Blažević | 1 superkup                       | 3-2-3    | 0-0-2  |
| 2005./06.             |      | Ivan Gudelj       |                                  | 5-6-3    |        |
| 2005./06.             |      | Luka Bonačić      |                                  | 5-4-7    |        |
| 2006./07.             |      | Zoran Vulić       |                                  | 22-4-5   |        |
| 2006./07., 2007./08.  |      | Ivan Pudar        |                                  | 6-5-1    | 1-1-1  |
| 2007./08.             |      | Sergije Krešić    |                                  | 4-1-3    | 0-1-0  |
| 2007./08.             |      | Robert Jarni      |                                  | 12-7-8   |        |
| 2008./09.             |      | Goran Vučević     |                                  | 7-2-4    | 2-1-1  |
| 2008./09., 2009./10.  |      | Ante Miše         |                                  | 18-7-5   | 0-1-0  |
| 2009./10.             |      | Ivica Kalinić     |                                  | 0-0-0    | 0-0-1  |
| 2009./10.             |      | Edoardo Reja      |                                  | 11-3-3   |        |
| 2009./10., 2010./11.  |      | Stanko Poklepović | 1 nacionalni kup                 | 19-8-4   | 3-1-3  |
| 2010./11.             |      | Goran Vučević     |                                  | 5-2-6    | 0-0-3  |
| 2010./11.             |      | Ante Miše         |                                  | 2-1-2    |        |
| 2011./12.             |      | Krasimir Balakov  |                                  | 16-5-5   | 0-0-2  |
| 2011./12., 2012./13.  |      | Mišo Krstičević   |                                  | 13-6-8   | 2-0-2  |
| 2012./13. – 2014./15. |      | Igor Tudor        | 1 nacionalni kup                 | 32-19-16 | 3-2-5  |
| 2014./15.             |      | Stanko Poklepović |                                  | 2-3-4    |        |
| 2014./15.             |      | Goran Vučević     |                                  | 0-0-2    |        |
| 2014./15.             |      | Hari Vukas        |                                  | 6-1-3    |        |
| 2015./16.             |      | Damir Burić       |                                  | 20-10-11 | 4-1-3  |
| 2016./17.             |      | Marijan Pušnik    |                                  | 12-4-4   | 4-1-1  |
| 2016./17.             |      | Marko Lozo        |                                  | 0-0-1    |        |
| 2016./17. , 2017./18. |      | Joan Carrillo     |                                  | 19-9-7   | 3-2-1  |
| 2017./18.             |      | Željko Kopić      |                                  | 13-10-7  | 2-1-1  |
| 2018./19.             |      | Zoran Vulić       |                                  | 5-4-2    |        |
| 2018./19.             |      | Siniša Oreščanin  |                                  | 14-3-5   | 1-0-1  |
| 2019./20.             |      | Damir Burić       |                                  | 11-5-5   |        |
| 2019./20.             |      | Igor Tudor        |                                  | 9-1-8    |        |
| 2020./21.             |      | Hari Vukas        |                                  |          |        |
| 2020./21.             |      | Boro Primorac     |                                  |          |        |
| 2020./21.             |      | Paolo Tramezzani  |                                  |          |        |

## Predsjednici
| Razdoblje                     | Drž. | Predsjednik               | Uspjesi                          |
| ----------------------------- | ---- | ------------------------- | -------------------------------- |
| 1911. – 1912.                 |      | dr. Kruno Kolombatović    |                                  |
| 1912. – 1913.                 |      | Ante Katunarić            |                                  |
| 1913.                         |      | dr. Grga Anđelinović      |                                  |
| 1913.                         |      | Ante Katunarić            |                                  |
| 1913. – 1921.                 |      | Vladimir Šore             |                                  |
| 1921.                         |      | dr. Silvije Matulić       |                                  |
| 1921. – 1923.                 |      | dr. Vjekoslav Fulgosi     |                                  |
| 1923. – 1924.                 |      | dr. Antun Grgin           |                                  |
| 1924. – 1925.                 |      | dr. Vjekoslav Fulgosi     |                                  |
| 1925. – 1926.                 |      | dr. Silvije Bulat         |                                  |
| 1926. – 1927.                 |      | dr. Antun Grgin           | 1 prvenstvo                      |
| 1927. – 1930.                 |      | dr. Ante Kovačić Šibiškin | 1 prvenstvo                      |
| 1930. – 1932.                 |      | Inž. Žarko Dešković       |                                  |
| 1932. – 1933.                 |      | dr. Ante Starčević        |                                  |
| 1933. – 1936.                 |      | dr. Vjenceslav Celigoj    |                                  |
| 1936.                         |      | Inž. Fabjan Kaliterna     |                                  |
| 1936. – 1938.                 |      | dr. Pave Kamber           |                                  |
| 1938.                         |      | Inž. Mihovil Miće Novak   |                                  |
| 1938. – 1939.                 |      | Inž. Petar Machiedo       |                                  |
| 1939. – 1941. / 1944. – 1945. |      | Janko Rodin               | 1 prvenstvo                      |
| 1945. – 1946.                 |      | Humbert Faris             | 1 prvenstvo                      |
| 1946. – 1947.                 |      | Nikola Papić              |                                  |
| 1947. – 1949.                 |      | Humbert Faris             |                                  |
| 1949.                         |      | Ivo Raić                  |                                  |
| 1950. – 1953.                 |      | Marin Vidan               | 2 prvenstva                      |
| 1953. – 1958.                 |      | Marko Markovina           | 1 prvenstvo                      |
| 1958. – 1962.                 |      | Petar Alfirević           |                                  |
| 1962. – 1964.                 |      | Petar Rončević            |                                  |
| 1964. – 1966.                 |      | Josip Košta               |                                  |
| 1966. – 1970.                 |      | Josip Gribulić            | 1 kup                            |
| 1970. – 1980.                 |      | Tito Kirigin              | 4 prvenstva, 5 kupova            |
| 1980. – 1981.                 |      | Ante Skataretiko          |                                  |
| 1981. – 1984.                 |      | Ivo Šantić                | 1 kup                            |
| 1984. – 1985.                 |      | Anton Kovač               |                                  |
| 1985. – 1986.                 |      | Joško Vidošević           |                                  |
| 1986. – 1988.                 |      | Vlado Bučević             | 1 kup                            |
| 1988. – 1990.                 |      | Kolja Marasović           |                                  |
| 1990. – 1992.                 |      | dr. Stjepan Jukić-Peladić | 1 kup                            |
| 1992. – 1996.                 |      | Nadan Vidošević           | 3 prvenstva, 2 kupa, 4 superkupa |
| 1996. – 1997.                 |      | Anđelko Gabrić            |                                  |
| 1997. – 2000.                 |      | Željko Kovačević          | 1 kup                            |
| 2000. – 2007.                 |      | Branko Grgić              | 3 prvenstva, 1 kup, 2 superkupa  |
| 2008.                         |      | Željko Jerkov             |                                  |
| 2008. – 2009.                 |      | Mate Peroš                |                                  |
| 2009. – 2010.                 |      | Joško Svaguša             | 1 kup                            |
| 2010. – 2011.                 |      | Josip Grbić               |                                  |
| 2011. – 2012.                 |      | Hrvoje Maleš              |                                  |
| 2012. – 2016.                 |      | Marin Brbić               | 1 kup                            |
| 2016.                         |      | Marijana Bošnjak (v.d.)   |                                  |
| 2016. – 2018.                 |      | Ivan Kos                  |                                  |
| 2018. – 2019.                 |      | Jasmin Huljaj             |                                  |
| 2019. – 2020.                 |      | Marin Brbić               |                                  |
| 2020. – 2024.                 |      | Lukša Jakobušić           | 2 kupa                           |

## Klupski rekordi
- Najbolji početak prvenstva: 2006/07. – 7 pobjeda zaredom; niz je prekinut porazom u gostima od Osijeka, koji nakon te utakmice više od 7 utakmica nije ostvario pobjedu
- Najveća pobjeda: U Hrvatskoj 10:0 protiv NK Radnika, a u Jugoslaviji 12:1 protiv Vardara

## Nagrade i priznanja
- Za postignute rezultate i zasluge u Drugom svjetskom ratu klub je proglašen „Počasnom športskom momčadi slobodne Francuske”, svibanj 1945.
- Orden zasluga za narod sa srebrnim vijencem, rujan 1945.
- Ordenom bratstva i jedinstva sa zlatnim vijencem, rujan 1945.
- Prije susreta Kupa UEFE s Romom, 2003., cijelu momčad i upravu kluba primio je papa Ivan Pavao II.
- Hajdukovi igrači osvojili su 11 olimpijskih medalja.
- 1980. godine klub je dobio najvišu nagradu Hrvatskog nogometnog saveza, Trofej podmlatka.
- 1986. godine Hajduk je primio Državnu nagradu za šport „Franjo Bučar”.
- Na kraju svake sezone najborbenijem se igraču Hajduka dodjeljuje nagrada Torcide – prsten Hajdučko srce.

## Knjige o Hajduku
- Šime Poduje; Veljko Poduje, Leo Lemešić: Hajduk u Južnoj Americi, Narodna tiskara Novo doba, Split, 1931.
- Šime Poduje i ostali: Nogometni klub Hajduk 1911. – 1951., NK Hajduk, Split, 1951.
- Šime Poduje i ostali: Pola stoljeća Hajduka, NK Hajduk, Split, 1961.
- Miljenko Smoje: Hajdučka legenda, Nakladni zavod Marko Marulić, Split, 1971.
- Srećko Eterović; Ivica Grubišić; Frane Jurić; Gojko Škrbić; Nikica Vukašin: Hajduk - Split, 1911. – 1977., NK Hajduk, 1977.
- Srećko Eterović; Zdravko Reić; Nikica Vukašin: Hajduk - Split, 1911. – 1981., NK Hajduk, 1981.
- Srećko Eterović: Ratnim stazama Hajduka, NK Hajduk, 1989.
- Jurica Gizdić: Iz bijelog u državni dres, Libera editio, Zagreb/Split, 2004., ISBN 953-98471-7-6
- Jurica Gizdić: Hajduk u službenim natjecanjima, HNK Hajduk, Split, 2006., ISBN 953-95255-0-0
- Antun-Toni Petrić: Ratni Hajduk, 2008.[16]

## Poveznice
- Dodatak:Popis pjesama posvećenih HNK Hajduku iz Splita
- Dodatak:HNK Hajduk do 1991. (pregled po natjecanjima)
- HNK Hajduk u Republici Hrvatskoj
- Dodatak:HNK Hajduk Split u međunarodnim natjecanjima
- Prva Hajdukova trening utakmica

## Vanjske poveznice
- Službena web-stranica (hrv.)
- Službena stranica Hajduka: arhiva svih prvenstvenih utakmica (hrv.)
- Službena stranica Hajduka: Profili svih igrača u povijesti Hajduka (hrv.)
- Stranica navijačke skupine Torcida (hrv.)
- HNK Hajduk Neslužbena stranica  Arhivirana inačica izvorne stranice od 17. svibnja 2005. (Wayback Machine) (hrv.)
- Profil, HNS Semafor
- Videoblog - Navijaci Hajduka (engl.)
- Stara murva  Arhivirana inačica izvorne stranice od 11. studenoga 2007. (Wayback Machine) (na slici skroz desno gore)
- I campioni di Spalato un osso duro per tutti